# Lucius Aurelius Verus
Lucius Aurelius Verus, né à Rome le 15 décembre 130 sous le nom de Lucius Ceionius Commodus, adopté en 138 par Antonin le Pieux sous le nom de Lucius Aelius Aurelius Commodus, est coempereur romain avec Marc Aurèle du 8 mars 161 à janvier 169, date de sa mort à Altinum en Vénétie. Il porte alors le nom et les surnoms de Imperator Caesar Lucius Aurelius Verus Augustus Armeniacus Parthicus Maximus Medicus.
Il est le fils de Lucius Ceionius Commodus que l'empereur Hadrien a adopté en 136 sous le nom de Lucius Aelius Caesar. Son père est de santé fragile, connu pour mener une vie frivole et décède peu de temps avant l'empereur. En 138, Hadrien impose à son nouvel héritier Antonin le Pieux d'adopter le jeune Ceionius Commodus en même temps que Marc Aurèle.
En 161, à la mort d'Antonin le Pieux, il devient coempereur romain avec Marc Aurèle. Non dépourvu de qualités, il supervise en 162 une campagne contre les Parthes. Mais plus intéressé par une vie de luxure et de débauches, il laisse la réalité des opérations militaires à ses légats Marcus Statius Priscus, qui reprend le contrôle du royaume d'Arménie en 163, et surtout à Avidius Cassius, lequel avance en Mésopotamie et s'empare de Séleucie du Tigre, qu'il met à sac, et de Ctésiphon, la capitale parthe, en l'an 165. Les succès de ses généraux permettent d'étendre la frontière de l'Empire à l'est de l'Euphrate, jusqu'à Doura Europos.
Il épouse Lucilla, la fille de Marc Aurèle. De retour à Rome entre 166 et 168, il continue à mener une vie de luxure en exécutant malgré tout en parallèle les tâches officielles avec une certaine efficacité. Retournant sur le front, cette fois-ci sur le Danube pour faire face notamment aux Marcomans, il tombe malade et meurt sur le voyage du retour d'Aquilée à Rome d'apoplexie, prématurément usé par ses excès, de la peste, ou plus probablement de la variole, en janvier 169, laissant l'Empire au seul Marc Aurèle. Malgré des divergences entre eux, Marc Aurèle accompagne le corps à Rome, offre des jeux pour honorer sa mémoire et le Sénat décide de sa divinisation : il devient Divus Verus.

## Biographie

### Avant l'accession à l'Empire

#### Origines et famille

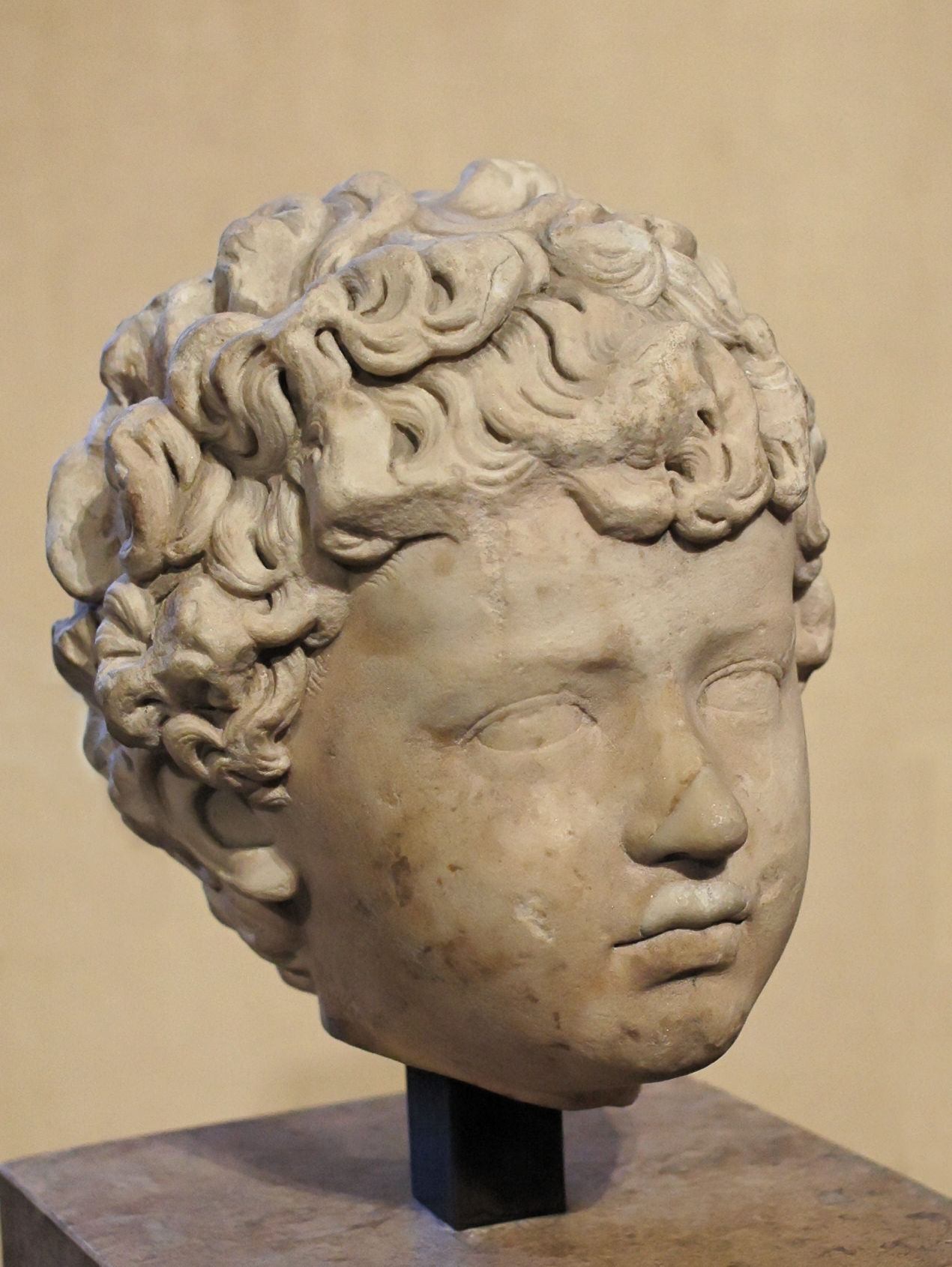
Lucius Verus enfant.

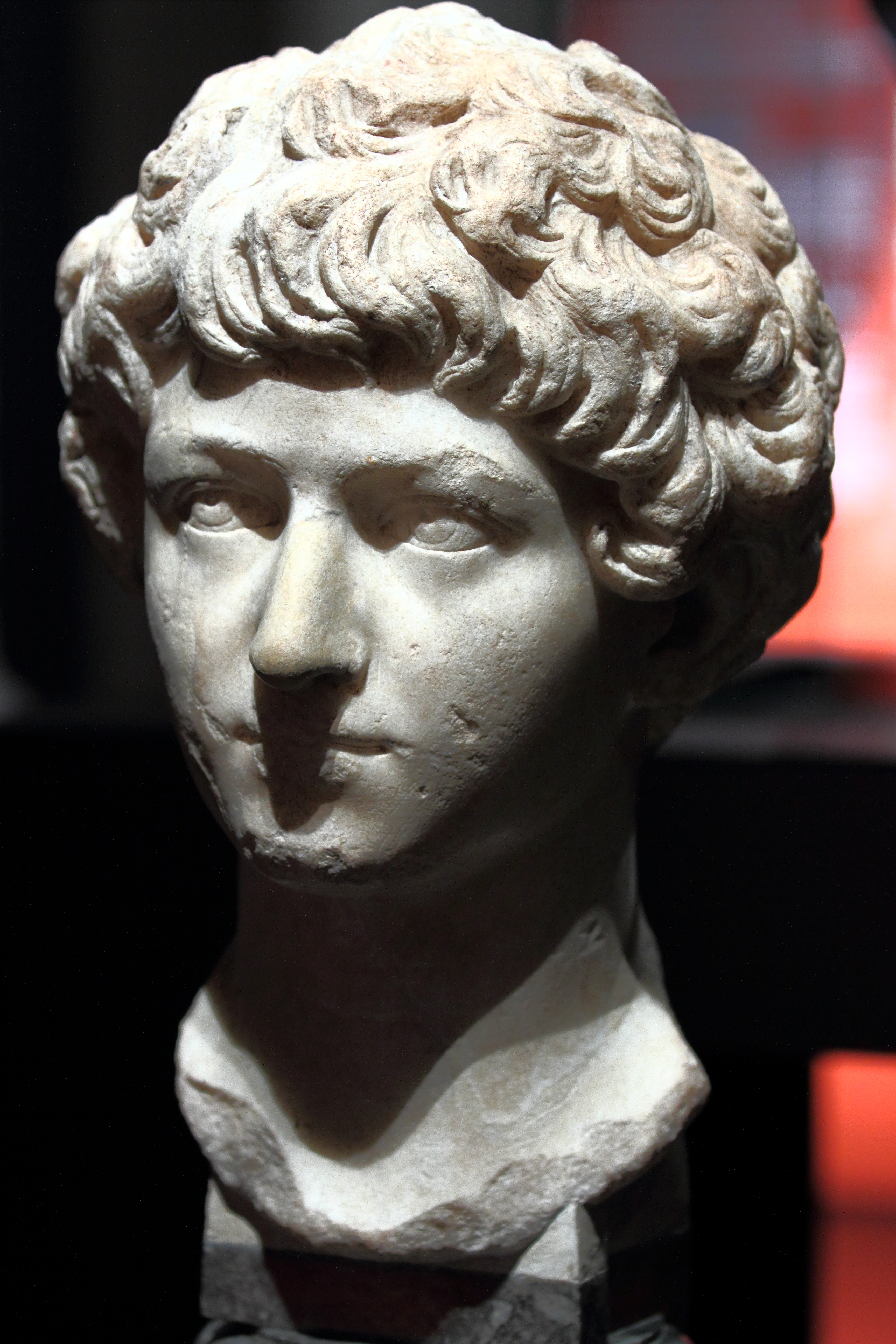
Portrait de Lucius Verus jeune.

Lucius Ceionius Commodus est né à Rome, le 15 décembre 130, et est le premier fils de Avidia et de Lucius Ceionius Commodus, plus tard connu sous le nom de Lucius Aelius Caesar. Il a un frère, Caius Avidius Ceionius Commodus, et deux sœurs, Ceionia Fabia et Ceionia Plautia.
Son père devient le fils adoptif et héritier de l'empereur romain Hadrien en 136. Il décède cependant quelques mois avant l'empereur après deux consulats éponymes en 136 et 137.
Son grand-père paternel est Lucius Ceionius Commodus, consul éponyme en 106 sous Trajan et fils de Lucius Ceionius Commodus, un des quatre seuls consuls éponymes du règne de Vespasien autre que l'empereur et ses fils. La famille des Ceionii Commodi est originaire d'Étrurie. Sa grand-mère paternelle est une certaine Plautia, qui pourrait être en outre aussi sa grand-mère maternelle.
Son grand-père maternel est Caius Avidius Nigrinus, général de Trajan, consul suffect en 110 et mis à mort au début du règne d'Hadrien en 118. La famille des Avidii Nigrini est originaire de Faventia, en Émilie. On ignore si sa fille est issue d'un premier mariage ou d'un second mariage avec la veuve ou divorcée de Lucius Ceionius Commodus. De plus, cette Plautia qui a épousé successivement ses deux grands-pères, veuve en 118, épouse peut-être en troisièmes noces Sextus Vettulenus Civica Cerialis, et de cette union serait né Marcus Vettulenus Civica Barbarus, consul éponyme en 157 à la fin du règne d'Antonin le Pieux,.

#### Genealogie ascendante

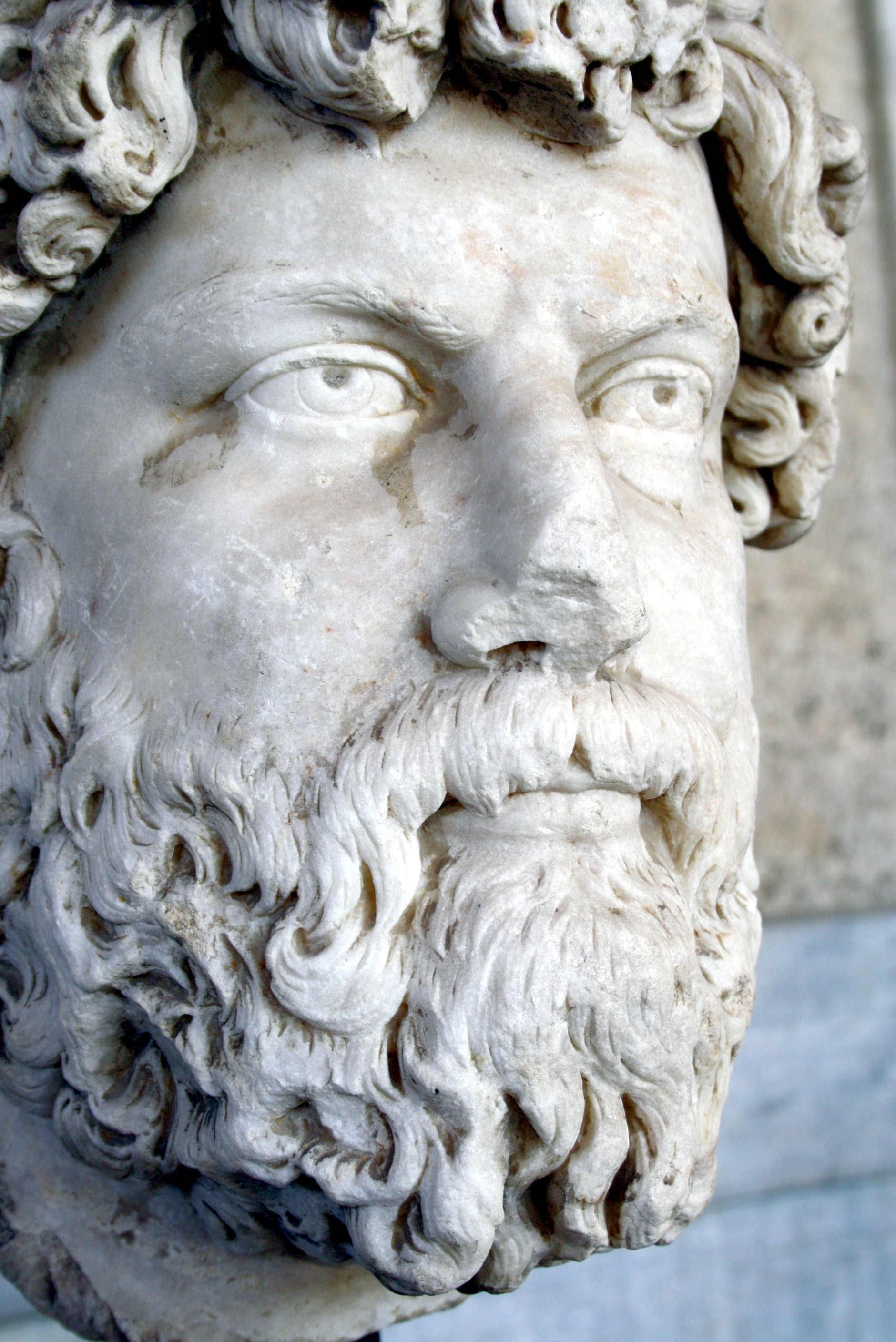
Possible portrait de son père Aelius.
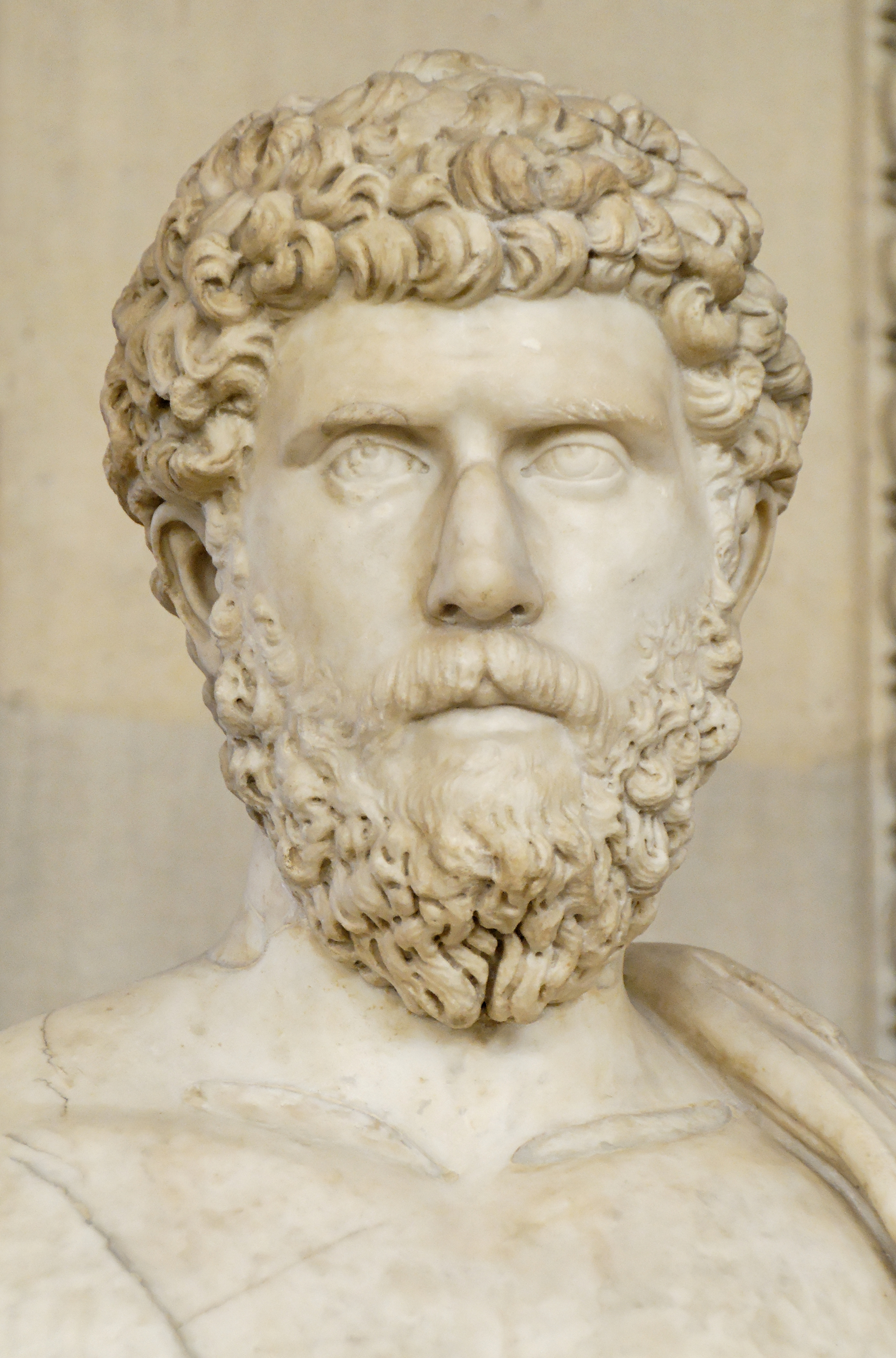
Portrait de son père Aelius.
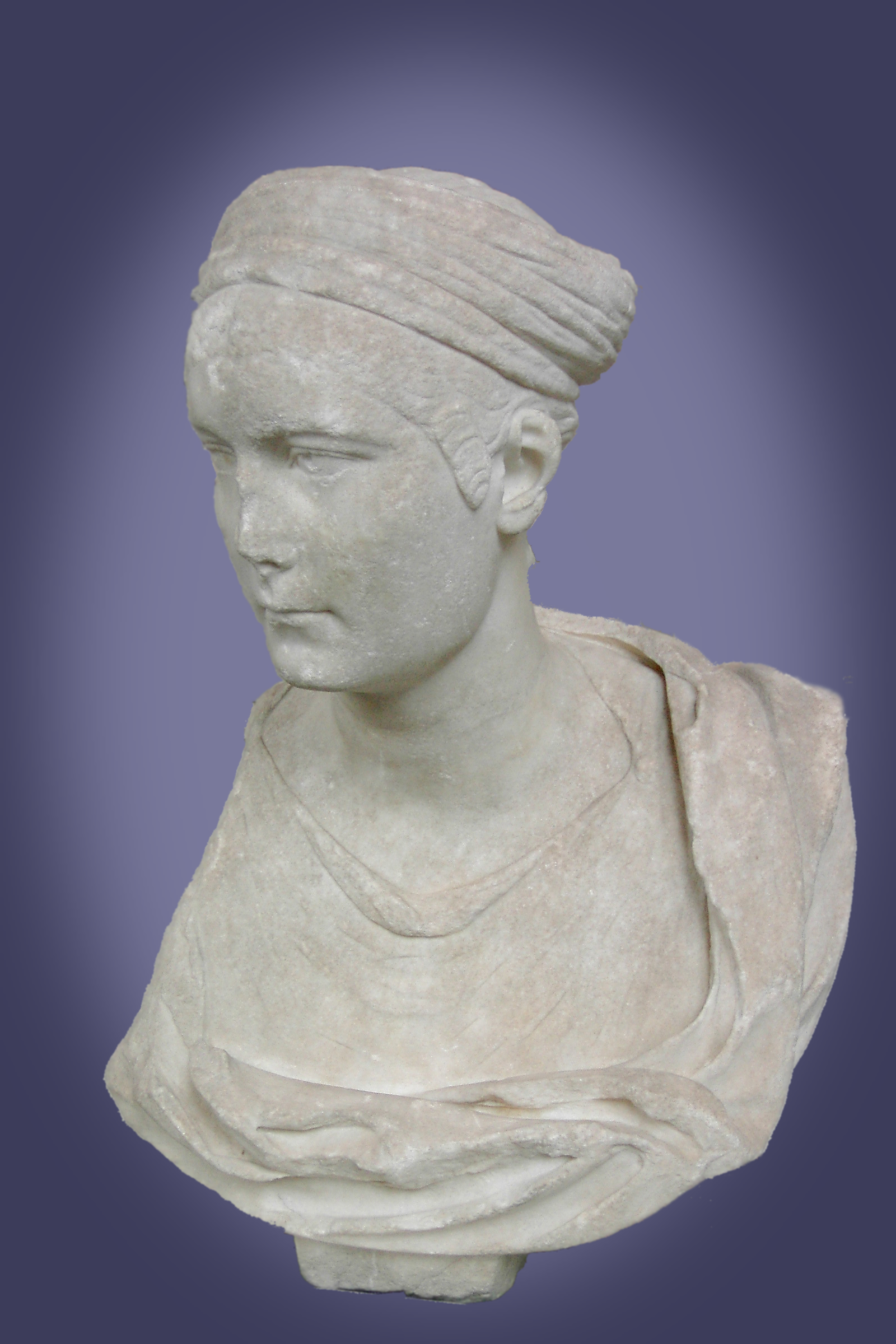
Anonyme. Portrait dit de « Avidia Plautia », sa mère. Vers 136-138.
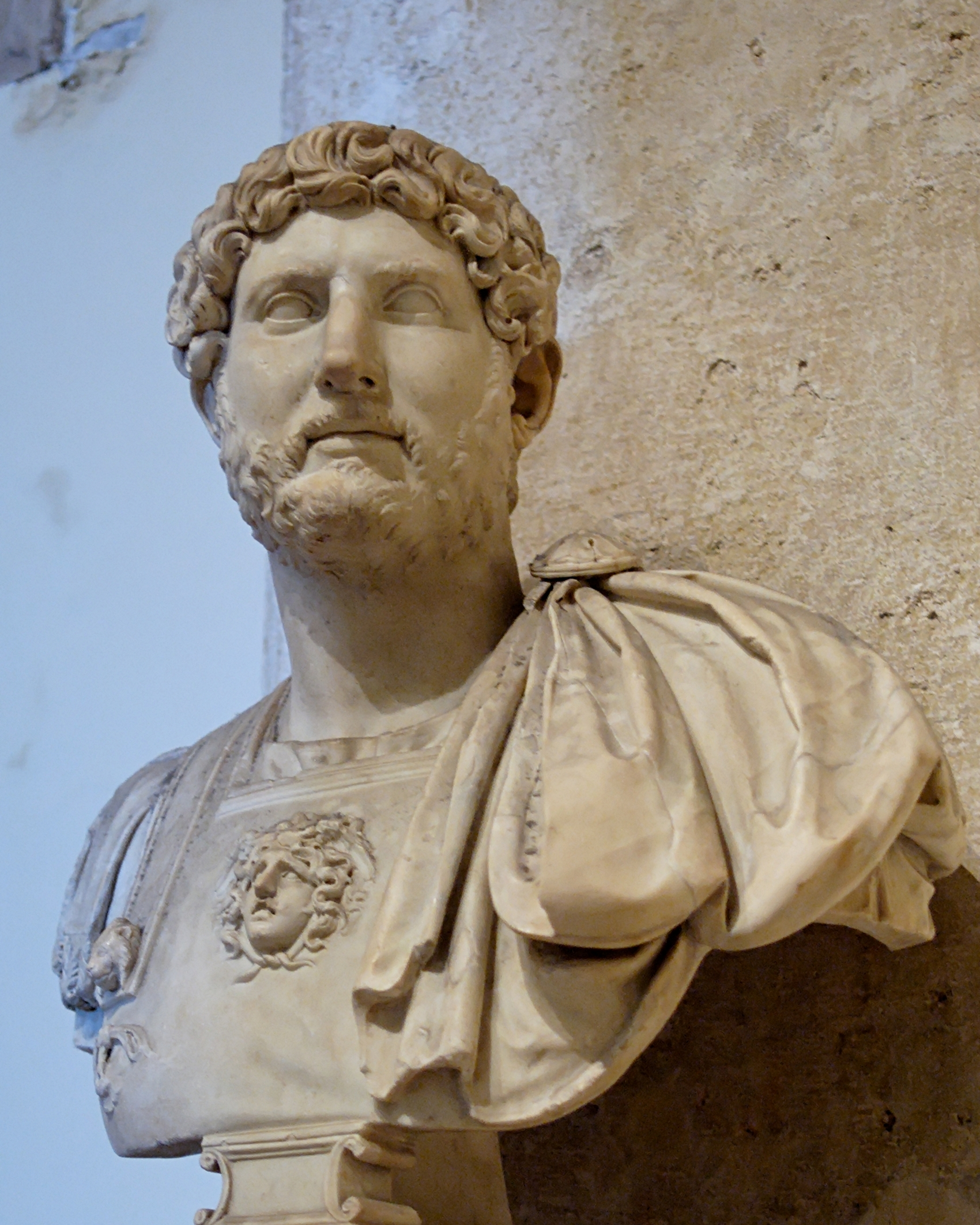
Buste d'Hadrien, qui est son grand-père adoptif.

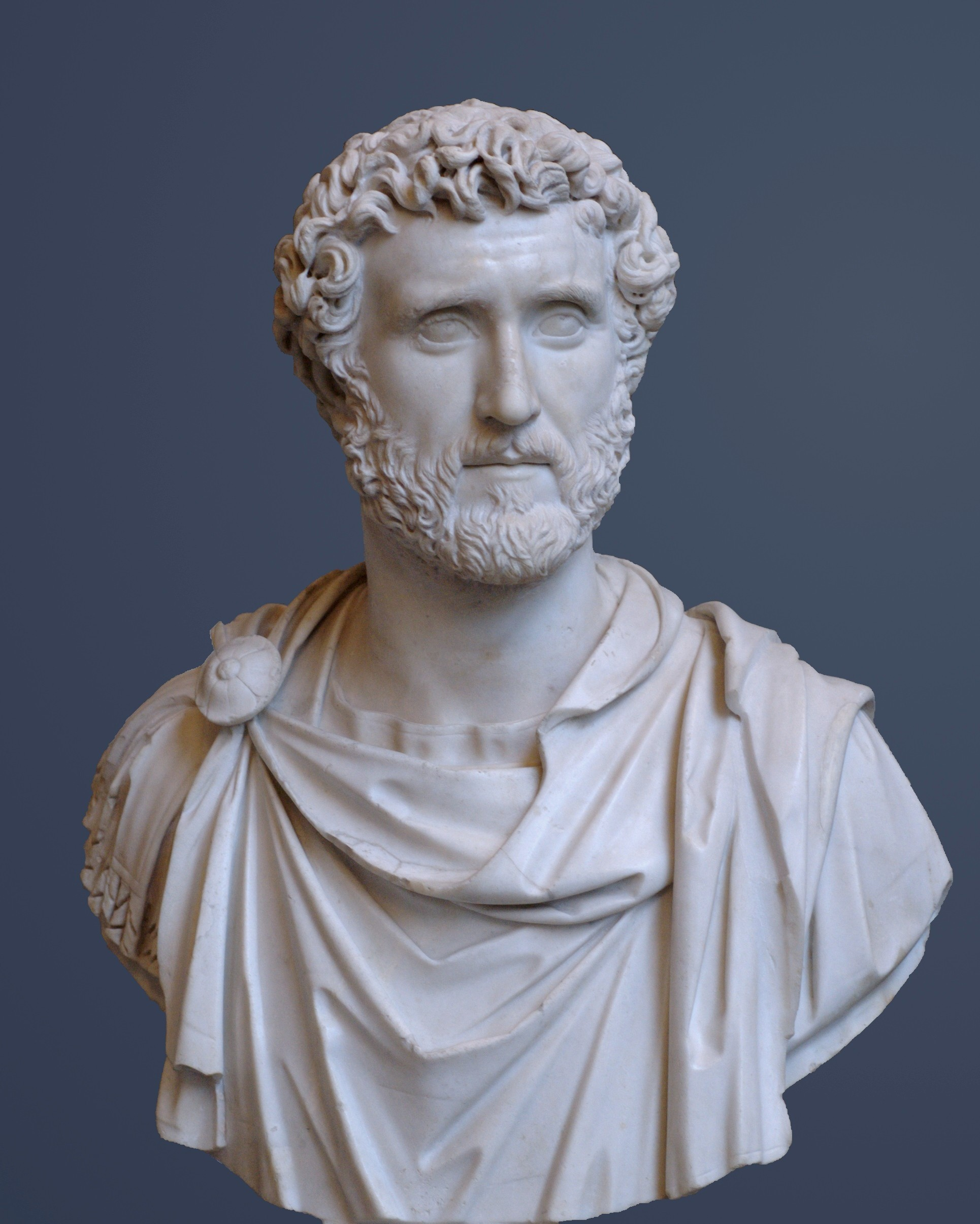
L'empereur Antonin le Pieux (138 - 161).

#### Adoption par Antonin
Quand son père décède le 1er janvier 138, Hadrien choisit Titus Aurelius Fulvus Boionius Arrius Antoninus, connu sous le nom d'Antonin le Pieux, comme successeur, mais il impose à son nouvel héritier d'adopter Marcus Annius Verus, connu sous le nom de Marc Aurèle et alors âgé de 17 ans, et le jeune Lucius Ceionius Commodus, âgé de 7 ans, comme héritiers et successeurs. Il prend alors le nom de Lucius Aelius Aurelius Commodus.
Comme prince et futur empereur, Lucius Aelius reçoit une éducation soignée avec le célèbre grammaticus Marcus Cornelius Fronto, connu sous le nom de Fronton. On rapporte qu'il est un excellent étudiant, aimant écrire de la poésie et des discours. Marc Aurèle a aussi été l'élève de Fronton par le passé.

#### Carrière sénatoriale
On ne sait presque rien de sa vie et carrière avant son principat. Il commence sa carrière politique comme préteur en 153 et devient consul éponyme dès l'année suivante. Il l'est une deuxième fois en l’an 161 aux côtés de son futur collègue à l'Empire Marc Aurèle qui l'est pour la troisième fois. Contrairement à son frère adoptif, il ne participe pas à l'administration de l'État aux côtés d'Antonin et ne reçoit pas le titre de César.

### Le coprincipat de Lucius Verus

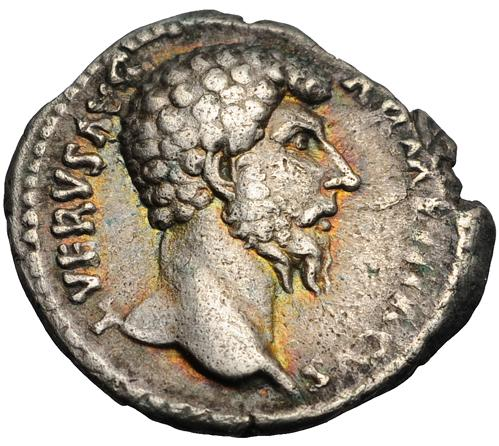
Denier de Lucius Verus.

#### Avènement de Lucius et Marcus
Antonin le Pieux décède le 7 mars 161 et son successeur est Marc Aurèle, sous peu âgé de 40 ans. Bien que ce dernier ne semble pas avoir d'affection personnelle pour Hadrien, il croit sans doute de son devoir de se conformer aux plans de succession faits par Hadrien vingt-trois ans plus tôt. Ainsi, bien que le Sénat prévoit de nommer Marc Aurèle seul empereur, il n'accepte de prendre ses fonctions que si Lucius, alors âgé de 30 ans, reçoit des pouvoirs égaux aux siens,,.
Le Sénat accepte et octroie à Lucius l’imperium, la puissance tribunitienne et le nom d'Augustus,,.

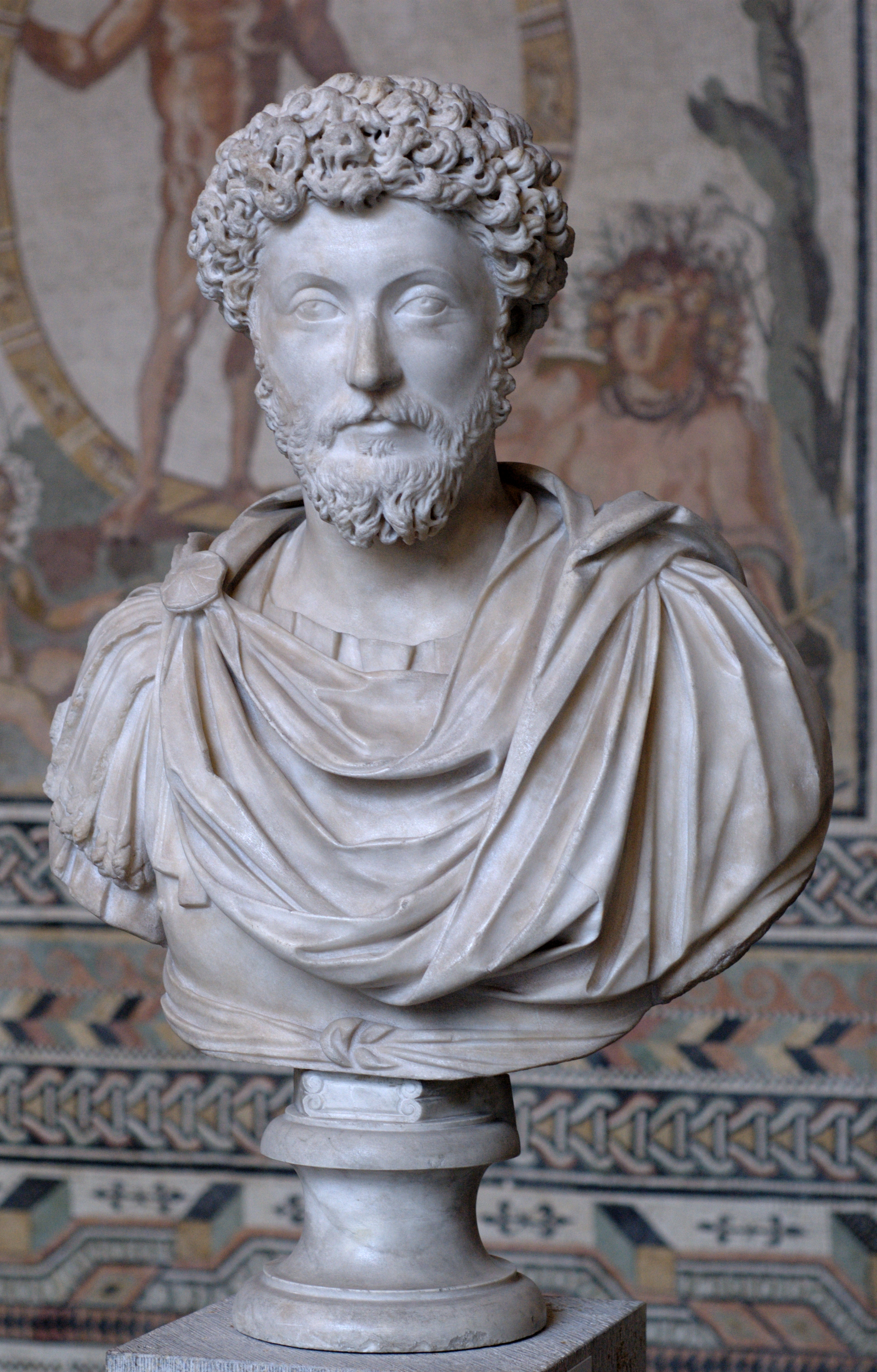
Portrait de Marc Aurèle.

Marc Aurèle devient, dans la titulature officielle, Imperator Caesar Marcus Aurelius Antoninus Augustus. Lucius, renonçant à son nom de Commodus, prend le cognomen de la famille de Marc Aurèle, Verus, et devient Imperator Caesar Lucius Aurelius Verus Augustus. Le seul fils survivant de Marc Aurèle, né le 31 août 161, se nomme à sa naissance Lucius Aurelius Commodus, et est connu plus tard sous le nom de Commode. Cet échange de noms s'avère déroutant et dans l’Histoire Auguste, la principale source pour cette période, cela est confus entre les différentes biographies de Lucius Aelius, Lucius Verus et Marc Aurèle,, tout comme dans l'Histoire ecclésiastique de Eusèbe de Césarée,. Le fait erroné que Lucius porte le nom de Verus avant de devenir empereur s'avère par conséquent particulièrement répandu.
C'est la première fois que Rome est dirigée par deux empereurs. Il y a cependant des précédents similaires. Le consulat républicain est une magistrature suprême jumelle, et des empereurs ont déjà eu un lieutenant subalterne avec de nombreux pouvoirs impériaux tels Agrippa sous Auguste, Corbulon sous Néron, Titus sous son père Vespasien et plus récemment Marc Aurèle sous Antonin. Des empereurs ont prévu des successions conjointes par le passé, Auguste ayant eu l'intention de laisser l'Empire à Caius et Lucius Julius Caesar Vipsanianus, Tibère a peut-être souhaité que Caligula et Tiberius Gemellus lui succèdent à sa mort, Claude de même avec Néron et Britannicus, imaginant que leurs successeurs acceptent un rang égal, mais cela a abouti à chaque fois à un échec par la mort prématurée d'un ou des héritiers, naturellement ou par un meurtre.
En dépit de leur égalité nominale, Marc Aurèle détient plus d’auctoritas que Verus. Il a été consul une fois de plus que Lucius, a détenu du pouvoir dans l'administration d'Antonin, et lui seul est pontifex maximus. Il est clair pour le peuple que le vrai empereur est le plus expérimenté des deux. Comme le biographe de l’Histoire Auguste l'écrit, « Verus obéit à Marcus comme un légat à un proconsul ou un gouverneur à un romain »,. Ce partage des pouvoirs se passe dans de bonnes conditions notamment « grâce à la volonté de Marc Aurèle de ne pas abaisser son frère adoptif ».

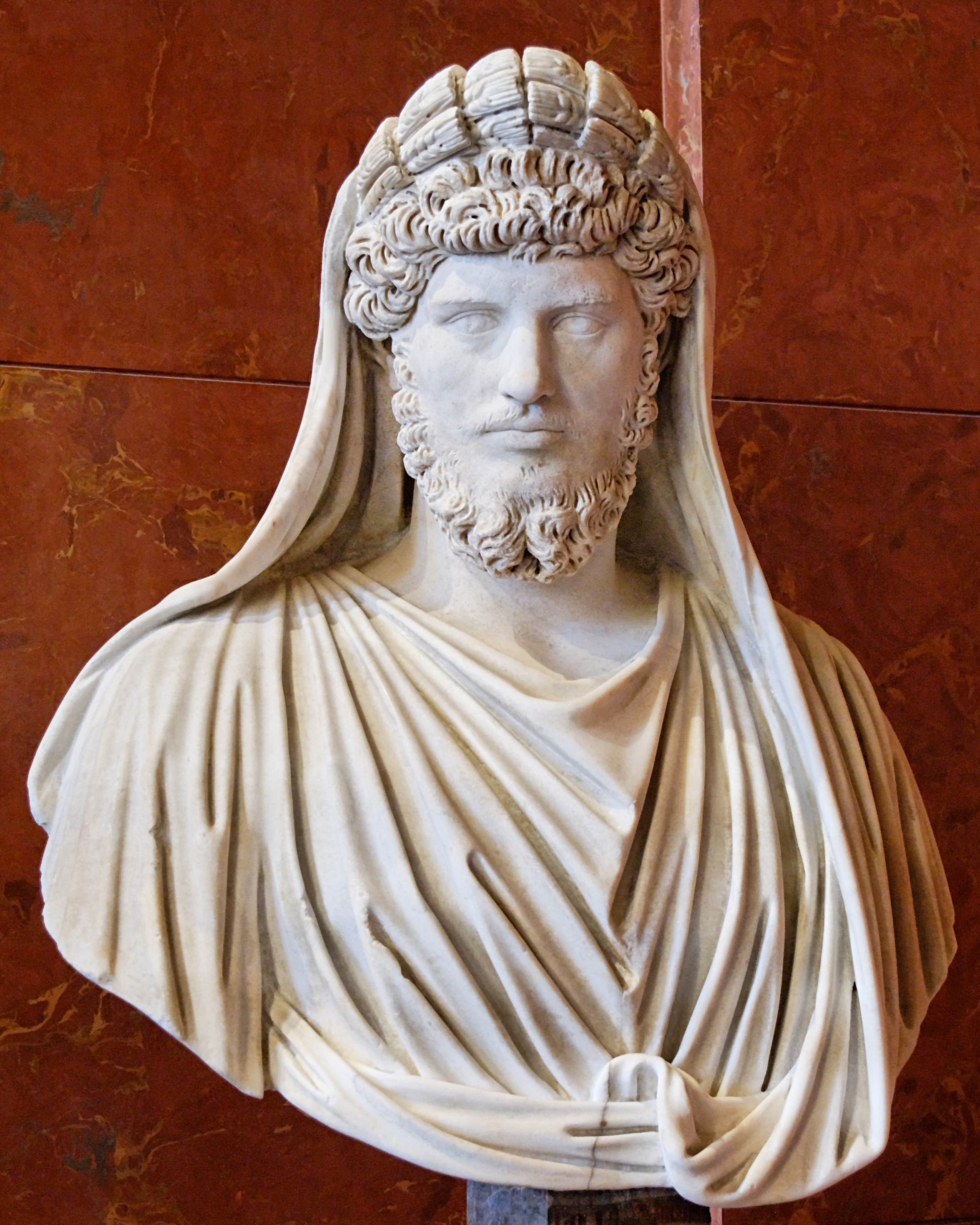
Portrait de Lucius Verus en frère Arvale ; le buste et la couronne sont des ajouts modernes.

Immédiatement après la confirmation du Sénat, les empereurs se rendent à la caserne de la Garde prétorienne. Ils s'adressent aux troupes de la Garde prétorienne qui salue la paire comme imperatores. Puis, comme avec chaque nouvel empereur depuis Claude, ils promettent une donation spéciale aux prétoriens,,. La donation est cependant deux fois plus importante que par le passé : 20 000 sesterces, soit 5 000 deniers, par tête, et plus pour les officiers. En contrepartie de cette prime exceptionnelle, qui équivaut au salaire de plusieurs années, la troupe prête serment de protéger les empereurs,,. La cérémonie n'est sans doute pas nécessaire, étant donné que l'avènement de Marc Aurèle se fait sans opposition, mais c'est une assurance contre de potentiels troubles militaires plus tard.
Les funérailles d'Antonin le Pieux sont, selon les mots du biographe de l’Histoire Auguste, « somptueuses »,. Si elles suivent le modèle des cérémonies passées, son corps est par contre incinéré sur un bûcher sur le Champ de Mars alors que son esprit s'élève vers la maison des Dieux dans les cieux. Les deux nouveaux empereurs souhaitent la déification de leur père adoptif. Contrairement à son comportement lorsqu'Antonin a entrepris la même démarche pour Hadrien, le Sénat ne s'oppose pas à la volonté impériale. Un flamen est nommé pour diriger le culte d'Antonin déifié, devenu Divus Antoninus. Ses restes sont inhumés dans le mausolée d'Hadrien aux côtés des restes des fils de Marc Aurèle et d'Hadrien lui-même,.
Le temple qu'Antonin a dédié à son épouse, Faustine l'Ancienne ou Diva Faustina, sur le Forum Romain devient le temple d'Antonin et Faustine. Il survit aujourd'hui comme étant l'église de San Lorenzo in Miranda au milieu des colonnes romaines.

#### Début de règne

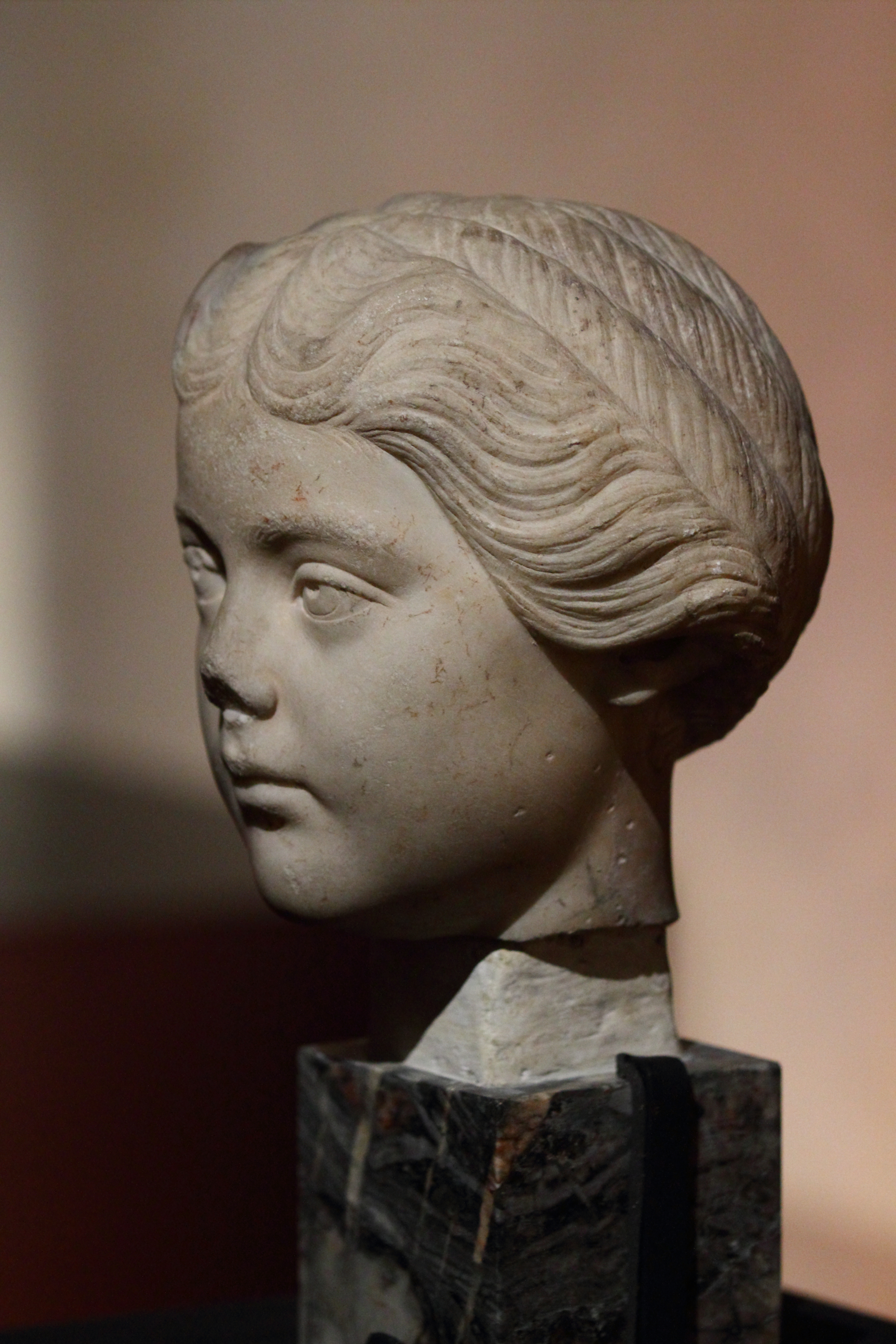
Portrait d'Annia Lucilla jeune.

Peu de temps après l'avènement des nouveaux empereurs, la fille de Marc Aurèle Annia Lucilla, âgée de 12 ans, est fiancée à Lucius Verus,.
Lors de la cérémonie commémorant l'évènement, de nouvelles dispositions sont prises pour soutenir les enfants pauvres, à l'instar de dispositifs similaires sous les règnes précédents,. Les deux empereurs sont populaires auprès du peuple de Rome, qui approuve fortement leur civilitas,,.
Ils permettent la liberté d'expression, mise en évidence par le fait que le mimographe Marullus est en mesure de les critiquer sans subir de représailles. À tout autre moment, sous un autre empereur, il aurait été exécuté. Mais c'est une époque de paix et de clémence. Et ainsi, comme l'écrit le biographe de l’Histoire Auguste, « les deux empereurs se conduisent avec une bonté qui fait même oublier celle d'Antonin le Pieux »,,.
Fronton retourne à Rome à l'aube du 28 mars depuis Cirta dès que la nouvelle de l'avènement de ses anciens élèves lui parvient. Il envoie une lettre à l'affranchi impérial Charilas, demandant à rencontrer les empereurs. Fronton explique plus tard qu'il n'a pas osé leur écrire directement,. Il est extrêmement fier de ses anciens élèves, mais particulièrement de Marc Aurèle qu'il a toujours plus encensé. Lucius est moins apprécié par son tuteur que son frère adoptif.
Le début de règne des deux empereurs se déroule sans heurt. Marc Aurèle est capable de se donner entièrement à la philosophie et à la recherche de l'affection du peuple,.
À l'automne 161, ou plus probablement au printemps 162, le Tibre sort de son lit et inonde ses rives, détruisant une grande partie de Rome. De nombreux animaux se sont noyés, laissant la cité dans la famine. Les deux empereurs agissent personnellement pendant la crise,.

#### Guerre parthique

##### Origines de l'expédition
Vologèse IV de Parthie lance une campagne, à la fin de l'été ou au début de l'automne 161. Il pénètre dans le royaume d'Arménie, un État-client de Rome, expulse le roi, peut-être Sohaemus, et installe un certain Pakoros, arsacide comme lui, sur le trône,.

Le royaume d'Arménie vers 150.

À l'époque de l'invasion, le gouverneur de Syrie est Lucius Attidius Cornelianus. Il est maintenu à son poste bien que son mandat prenne fin normalement à la fin de l'an 161, pour éviter de donner aux Parthes une occasion d'agir au moment du remplacement.
Le gouverneur de la Cappadoce, la province représentant la ligne de front dans tous les conflits arméniens, est Marcus Sedatius Severianus, un Gaulois ayant une très grande expérience militaire, mais la vie en Orient a un effet délétère sur son caractère,. Severianus est tombé sous l'influence de Alexandre d'Abonuteichos, un prophète autoproclamé qui porte un dieu-serpent nommé Glycon autour de lui. Abonuteichos est le beau-père du respecté sénateur Publius Mummius Sisenna Rutilianus, alors proconsul d'Asie, et est ami avec de nombreux membres de l'élite romaine,. Abonuteichos convaincrait Severianus qu'il peut vaincre les Parthes facilement et gagner la gloire pour lui-même,.
Severianus mène une légion, peut-être la legio IX Hispana, en Arménie, mais est piégé par le grand parthe Chosrhoes à Elegeia, une ville située juste au-delà de la frontière de la Cappadoce, en amont des sources de l'Euphrate. Severianus tente de lutter contre Chosrhoes mais meurt, probablement en se suicidant. Sa légion est massacrée. La campagne n'a duré que trois jours,,.
Il y a des menaces sur d'autres frontières, notamment en Bretagne, en Rhétie et en Germanie supérieure, où les Chattes du massif montagneux Taunus ont récemment franchi le limes,. Marc Aurèle n'est pas préparé pour faire face à ces menaces si l'on en croit l’Histoire Auguste. Antonin le Pieux ne semble lui avoir donné aucune expérience militaire et il a passé l'ensemble des vingt-trois ans de règne d'Antonin aux côtés de l'empereur et non dans les provinces,,. Cependant, certains auteurs modernes, s'appuyant sur Sidoine Apollinaire plutôt que sur l’Histoire Auguste, conteste le fait que Marc Aurèle n'ait aucune expérience militaire, Apollinaire signalant qu'il a commandé d'innombrables légions du vivant d'Antonin,. Cependant, que ce soit l’Histoire Auguste ou les écrits de Sidoine Apollinaire, cela date de respectivement deux et trois siècles après les faits.
Marc Aurèle procède aux nominations nécessaires : Marcus Statius Priscus, alors gouverneur de Bretagne, prend la place vacante de Severianus en Cappadoce tandis que Sextus Calpurnius Agricola remplace Priscus,.
L'armée de Attidius Cornelianus est défaite dans une bataille contre les Parthes, et fait retraite en désordre,. Des renforts sont dépêchés sur la frontière parthe. Publius Iulius Geminius Marcianus, un sénateur africain commandant la legio X Gemina à Vindobona en Pannonie supérieure, rejoint la Cappadoce avec des détachements des légions du Danube,. Trois légions complètes sont également envoyées en Orient : la I Minerva, depuis Bonn en Germanie inférieure,, la II Adiutrix depuis Aquincum en Pannonie inférieure, et la V Macedonica depuis Troesmis en Mésie inférieure,. Les frontières du nord sont stratégiquement affaiblies et les gouverneurs reçoivent l'ordre d'éviter les conflits si possible,.

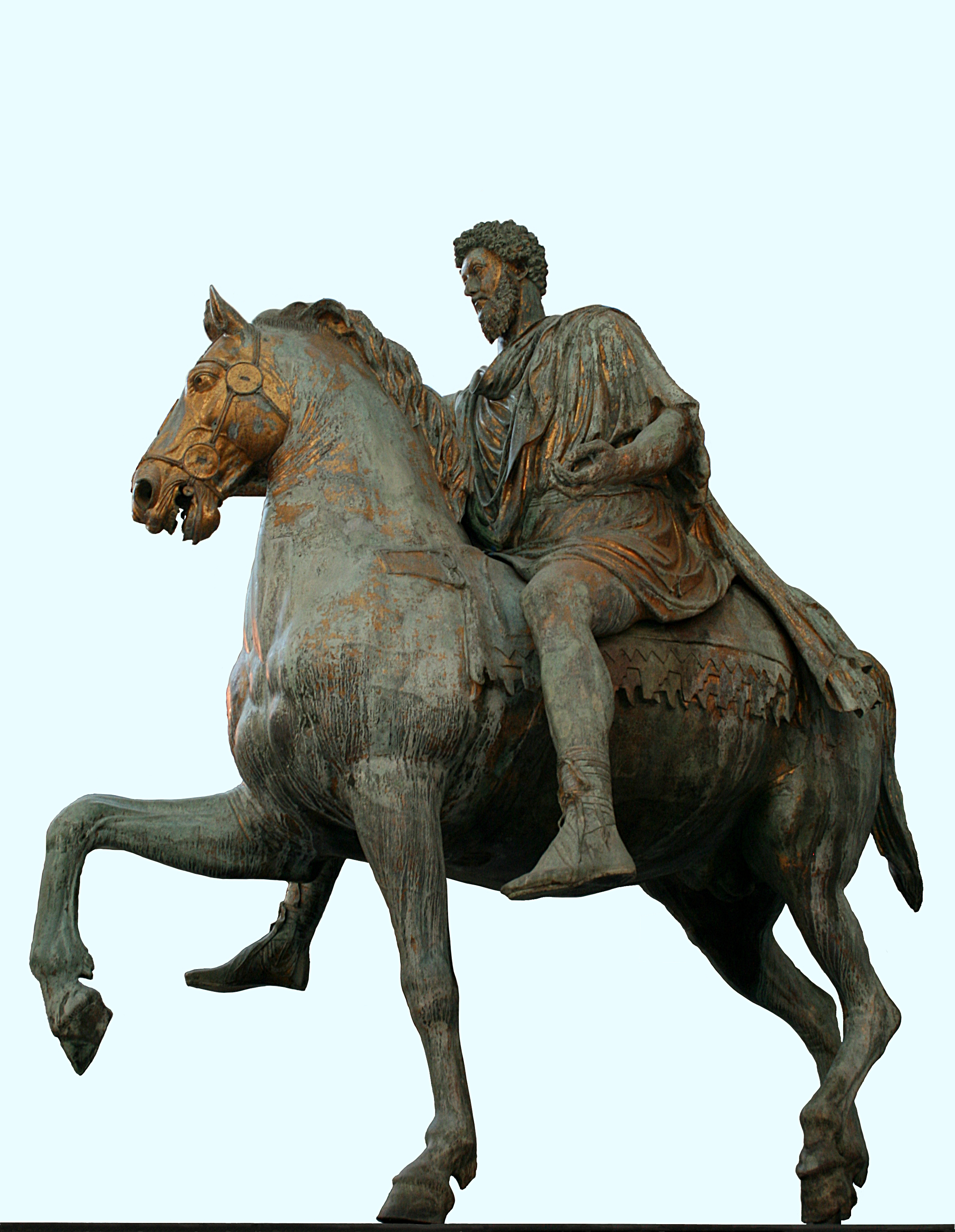
Statue équestre de Marc Aurèle, musées du Capitole.

Attidius Cornelianus, à la suite de la défaite de son armée, est remplacé par Marcus Annius Libo, fils de Marcus Annius Libo et cousin germain de Marc Aurèle, en tant que gouverneur ou simple légat. Il est probablement consulaire depuis peu, l'an 161, et il est sans doute dans la trentaine, et, étant un patricien, manque d'expérience militaire. Marc Aurèle le choisit plutôt comme homme de confiance que pour ses talents,.

##### Le départ pour l'Orient
Au cours de l'hiver 161-162, alors que d'autres mauvaises nouvelles arrivent, notamment une rébellion qui couve en Syrie, il est décidé que c'est Lucius Verus qui prend le commandement en personne de la guerre contre les Parthes. Il est physiquement plus fort et en meilleure santé que Marc Aurèle et il semble surtout être plus adapté que son coempereur à l'activité militaire,. Le biographe de l’Histoire Auguste suggère un autre motif inavoué, celui de restreindre les débauches de Lucius, de le rendre plus économe, de transformer ses mœurs par la terreur de la guerre et pour qu'il réalise qu'il est empereur romain,. Certains historiens modernes pensent qu'il y a une part de vérités dans ces considérations. Quoi qu'il en soit, le Sénat donne son assentiment, et Lucius part pour l'Orient. Marc Aurèle reste à Rome, la cité « exigeant la présence d'un empereur »,.
Furius Victorinus, un des deux préfets du prétoire, accompagne Lucius dans sa campagne parthique avec une partie de la garde prétorienne. Victorinus a précédemment servi comme procurateur de Galatie, lui donnant une certaine expérience des affaires de l'Orient. De plus, il a une longue expérience militaire, ayant servi aussi en Bretagne, sur le Danube, en Hispanie, comme préfet de la flotte italienne, préfet d'Égypte et de nombreux postes à Rome même,. En outre, il est beaucoup plus qualifié que son collègue Sextus Cornelius Repentinus, dont on dit qu'il doit son poste grâce à l'influence de la maîtresse d'Antonin, Galeria Lysistrate,,. Comme un préfet doit accompagner la garde, Victorinus est le choix évident,.
L'empereur est aussi accompagné par la paire de sénateurs Marcus Pontius Laelianus Larcius Sabinus et Marcus Iallius Bassus. Laelianus a été gouverneur de chacune des deux Pannonies et surtout de Syrie en 153, donc il a une connaissance de première main sur l'Orient, de l'armée et de la stratégie militaire sur les frontières. Il est fait comes Augustorum (« compagnon des empereurs »),. Il est, selon les mots de Fronton, « un homme sérieux adepte de la discipline à l'ancienne »,. Bassus a été gouverneur de Mésie inférieure et est aussi fait comes,.
Lucius choisit ses affranchis préférés, incluant Geminus, Agaclytus, Coedes, Eclectus, et Nicomedes qui renonce à sa fonction de praefectus vehiculorum pour prendre le commandement de la sécurité de la force expéditionnaire,.
La Classis Misenensis, la flotte de Misène, est chargée de transporter l'empereur et d'assurer les communications,.

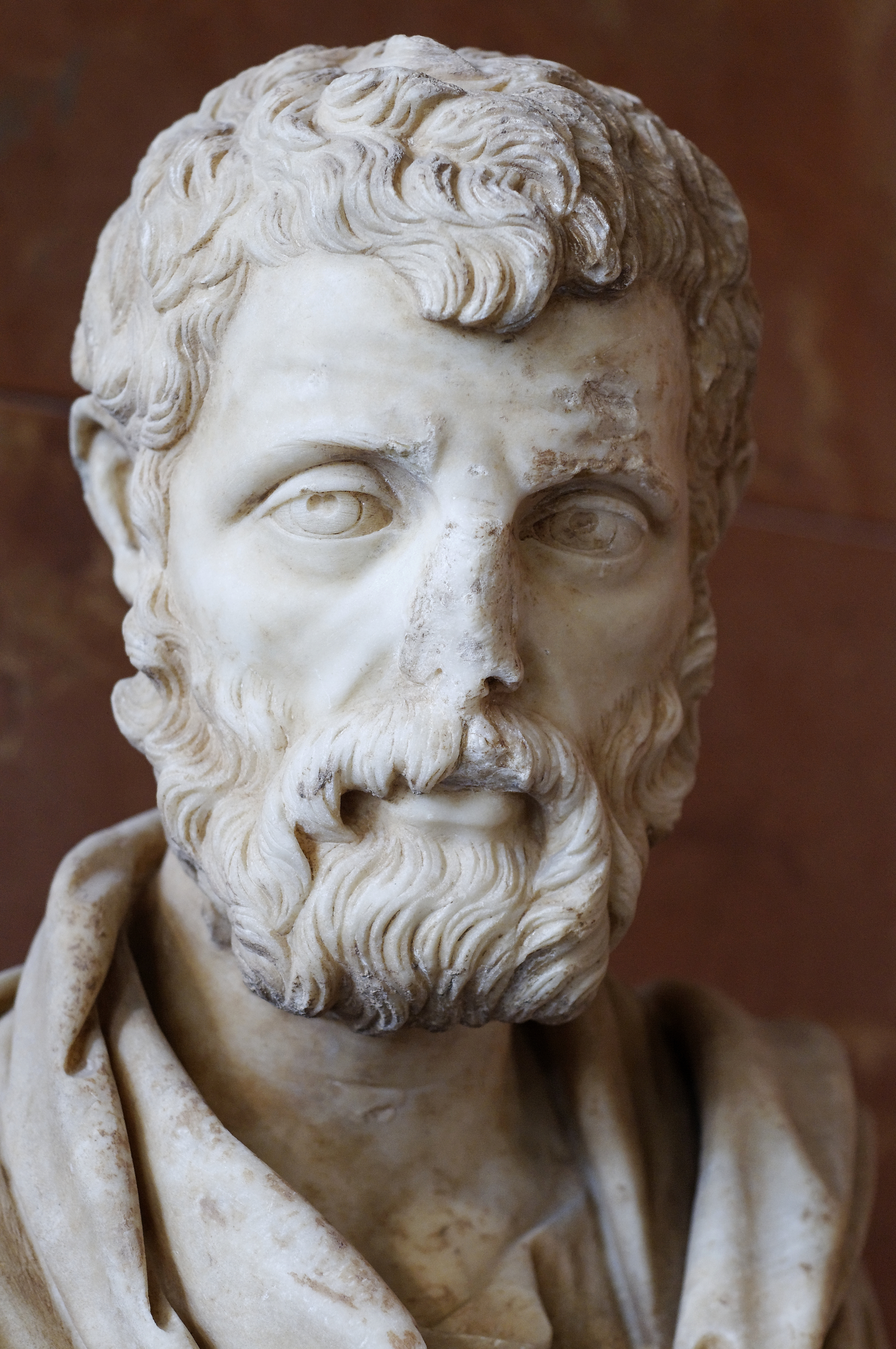
Buste d'Hérode Atticus, vers 161, musée du Louvre.

Lucius quitte Rome à l'été 162 pour prendre un navire depuis Brundisium. Marc Aurèle l'accompagne jusqu'à Capoue. Lucius festoie dans des maisons de campagne le long de sa route et chasse en Apulie. Il tombe malade à Canosa, probablement atteint par un léger accident vasculaire cérébral, et est contraint de rester au lit,,.
Marc Aurèle fait des prières aux dieux pour sa sécurité devant le Sénat et va dans le sud pour le voir,. Fronton est bouleversé par cette nouvelle, mais il est rassuré par une lettre de Lucius lui décrivant son traitement et sa convalescence. Dans sa réponse, Fronton exhorte son ancien élève à modérer ses désirs et lui recommande quelques jours de repos au lit. Lucius se remet après trois jours de jeûne et de saignée. Il s'agit donc probablement que d'une attaque légère,.
Verus continue vers l'est par Corinthe et Athènes, accompagné par des musiciens et des chanteurs comme dans une procession royale,,. À Athènes, il loge chez Hérode Atticus et est initié aux mystères d'Éleusis,,,. Au cours d'un sacrifice, une étoile filante est observée dans le ciel, allant d'ouest en est,. Il s'arrête à Éphèse, où est il présent dans la propriété de l'aristocrate local Vedius Antoninus,, et fait une escale imprévue à Érythrées,. Le voyage continue en bateau par la mer Égée et les côtes méridionales de l'Asie mineure, s'attardant dans les célèbres sites balnéaires de Pamphylie et de Cilicie, avant d'arriver enfin à Antioche en Syrie,. On ignore combien de temps dure le voyage de Verus de Rome à Antioche, mais il se peut qu'il n'arrive à Antioche qu'au milieu de l'an 163,,.
Marcus Statius Priscus, quant à lui, est déjà arrivé en Cappadoce et a gagné une grande réputation en 163 pour ses succès,,.

##### Logistique à Antioche
Lucius passe la plupart du temps de la campagne près d'Antioche même, hivernant à Laodicée et passant les étés à Daphnè, dans les faubourgs de la cité de l'Oronte.
Lucius fait, semble-t-il, tout à fait face à une tâche. Fronton décrit une scène évoquant l'arrivée de Corbulon cent ans plus tôt. L'armée syrienne s'est ramollie depuis la longue paix à l'Est et la guerre parthique de Trajan de 113-117. Les soldats ont passé plus de temps dans les rues des villes et les tavernes que dans leurs quartiers militaires. Sous Lucius Verus, la formation est renforcée, notamment par l'action d'Avidius Cassius. Pontius Laelianus ordonne que leurs selles soient dépouillées de leur rembourrage. Le jeu et la boisson sont fortement réglementés,. Fronton écrit que Lucius est à pied à la tête de son armée aussi souvent qu'à cheval. Il inspecte personnellement les soldats sur le terrain et au camp, y compris à l'infirmerie,.

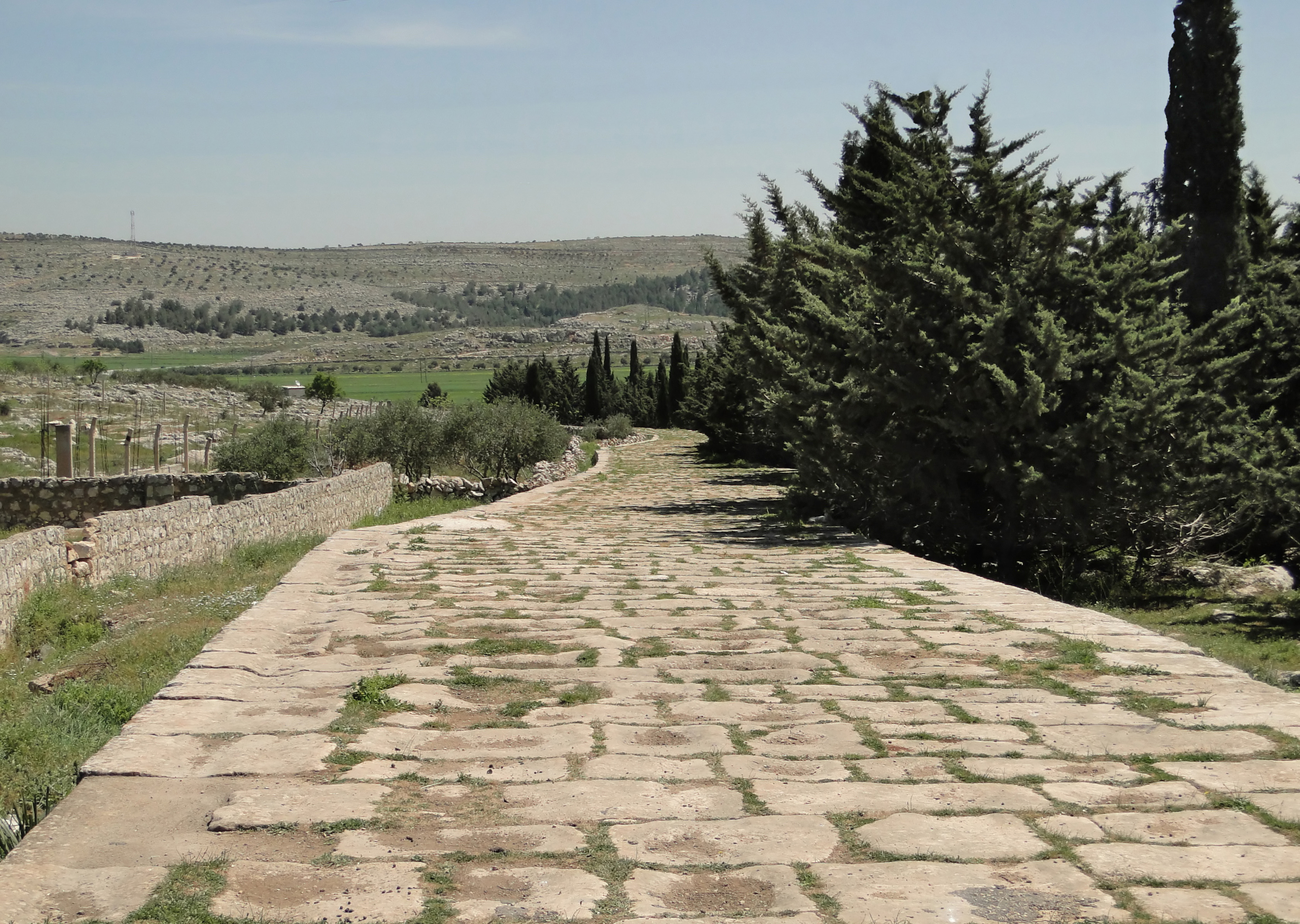
Voie romaine en Syrie qui relie Antioche à Chalcis.

Lucius envoie à Fronton quelques messages au début de la guerre, dont un où il s'excuse pour son silence. Il ne donne pas le détail de ses plans, qui peuvent changer en un jour écrit-il. En outre, Verus n'a que peu jusqu'ici à montrer de son travail. Lucius ne veut pas que Fronton subisse l'angoisse qui le tient jour et nuit,,. Une des raisons de la réticence de Lucius est peut-être l'échec des négociations avec les Parthes après la conquête romaine de l'Arménie. La présentation des termes de paix fait par Lucius est vue comme de la lâcheté,. Les Parthes ne veulent pas de la fin des hostilités,.
Lucius a besoin de faire des importations massives à Antioche, donc il ouvre une voie de navigation jusqu'à l'Oronte. Parce que la rivière passe par des rapides à travers une falaise avant d'atteindre la ville, Lucius ordonne qu'un nouveau canal soit creusé. Après l'achèvement du projet, le vieux lit de l'Oronte est asséché, ce qui expose les os massifs d'un Géant de la mythologie grecque. Le géographe contemporain Pausanias le Périégète parle d'une bête ayant une taille de plus de onze coudées, soit environ cinq mètres. L'oracle de Claros déclare que ce sont les os de l'esprit de la rivière,,.

##### Mariage de Verus et Lucille
Il prend une maîtresse nommée Panthea ou Pantheia de Smyrne,. Le biographe de l’Histoire Auguste parle d'elle comme d'une « petite-amie de basse naissance »,, mais elle est probablement plus proche de la description de Lucien de Samosate qui en parle comme d'une femme à la beauté parfaite, plus belle que n'importe quelle statue de Phidias et Praxiteles,. Polie, attentionnée, humble, elle joue de la lyre parfaitement et parle un grec ionien pur, relevé par un esprit attique,. Elle lit les premières ébauches de Lucius et le critique pour sa flatterie. Il la compare à une déesse, ce qui l'effraie, ne voulant pas devenir la prochaine Cassiopée,. Elle a aussi du pouvoir sur l'empereur, lui faisant raser sa barbe pour elle. Les Syriens se moquent de lui pour cela, comme ils l'ont fait pour nombre d'autres choses,.

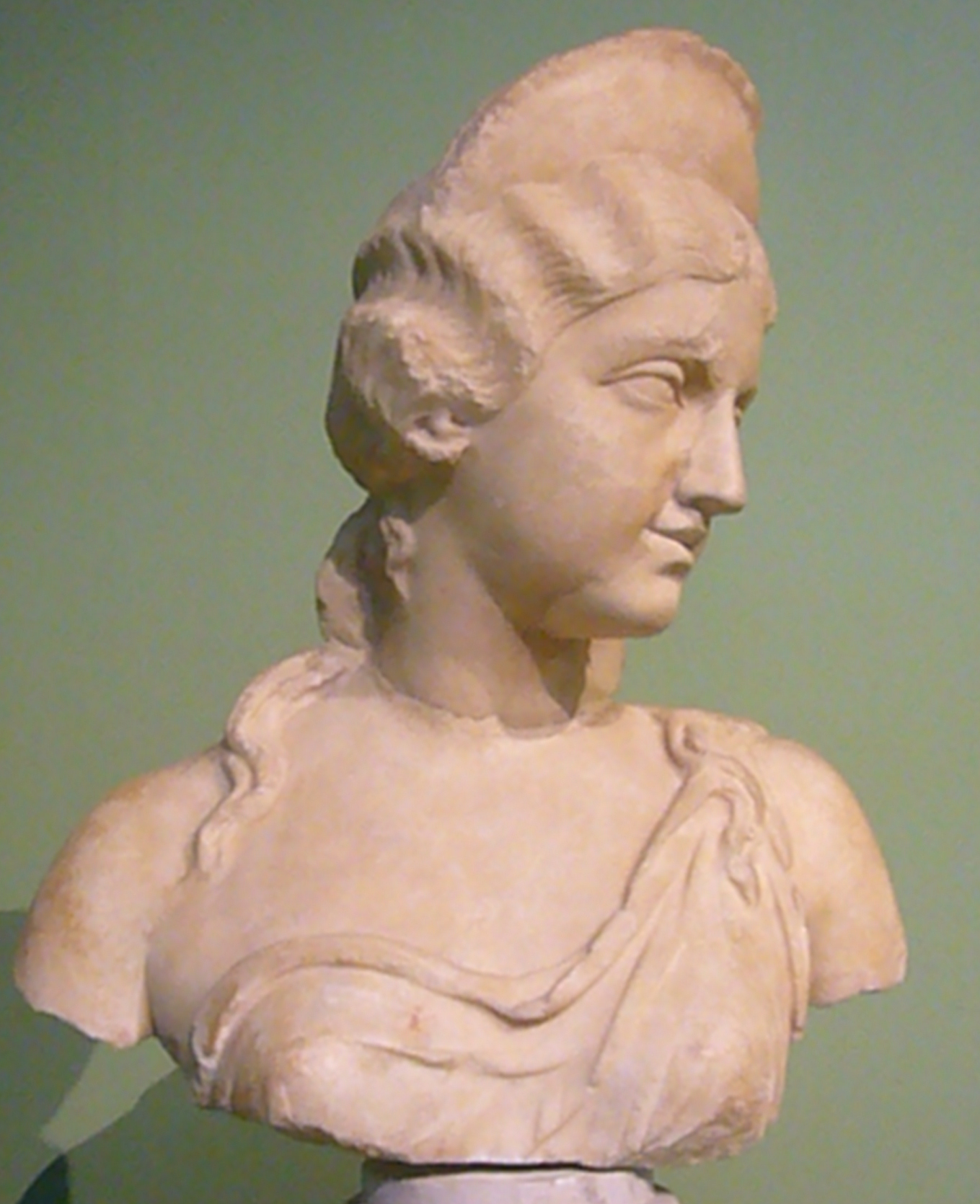
Annia Lucilla, Centrale Montemartini, Rome.

Au milieu de la guerre, peut-être à l'automne 163 ou au début de l'an 164, Lucius fait un voyage à Éphèse pour se marier à la fille de Marc Aurèle, Annia Lucilla,,,,,. Le treizième anniversaire de Lucilla est en mars 163, et quelle que soit la date de son mariage, elle n'a pas encore quinze ans,.
Marc Aurèle ne s'est déplacé qu'à la date du mariage, peut-être les histoires sur Panthea l'ont-ils dérangé. Lucilla est accompagné par sa mère Faustine la Jeune et par Marcus Vettulenus Civica Barbarus, le demi-frère de Lucius Aelius, père de Verus,,. Marc Aurèle a peut-être prévu de les accompagner sur le chemin de Smyrne, le biographe de l’Histoire Auguste précisant qu'il l'a déclaré au Sénat, mais ce n'est finalement pas le cas,. Il accompagne le groupe seulement jusqu'à Brundisium, où ils montent à bord d'un navire pour l'Orient,. Marc Aurèle retourne à Rome par la suite, et envoie des instructions spéciales aux proconsuls de ne donner au groupe aucune réception officielle,.
Lucilla porte trois des enfants de Lucius dans les années à venir : Aurelia Lucilla, Lucius Verus et Plautia, tous morts jeunes. Elle devient Lucilla Augusta.

##### Contre-attaque en Arménie et Osroène
Les légions I Minervia et V Macedonica, sous les légats Marcus Claudius Fronto et Publius Martius Verus, servant sous Marcus Statius Priscus en Arménie, remportent des succès pour Rome durant l'année de campagne de l’an 163,, incluant la prise de la capitale arménienne Artaxata,,. L'armée de Syrie est renforcée par la legio II Adiutrix et les légions danubiennes sous le légat Geminius Marcianus de la legio X Gemina.
À la fin de l'année, Verus prend le titre d’Armeniacus, bien qu'il n'ait pas participé aux combats. Marc Aurèle ne prend le titre que l'année suivante,,,,. Quand Lucius est salué comme imperator à nouveau, cependant, Marc Aurèle n'hésite pas à se faire appeler Imperator II en même temps que lui,,.

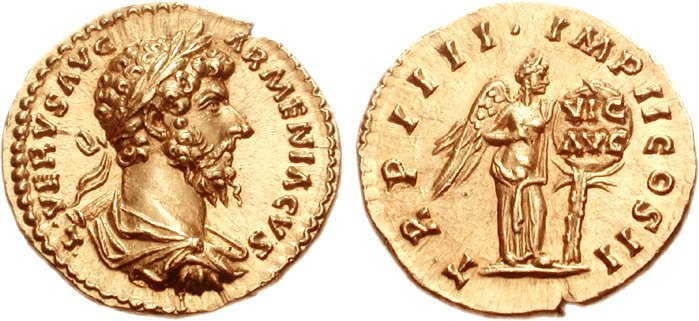
Aureus de 164 : « L • VERVS AVG ARMENIACVS », lauréat, drapé et cuirassé à droite du buste ; « TR P IIII • IMP II COS II », Victoire debout à droite, tenant stylis dans la main droite, la main gauche reposant sur un bouclier rond inscrit où est « VIC / PAR » sur le palmier.

Le royaume d'Arménie est reconstitué selon les conditions romaines. En 164, une nouvelle capitale, Kaine Polis, c'est-à-dire « nouvelle cité », remplace Artaxata,,,. Cette ville est située à 50 kilomètres de la frontière romaine. Des détachements des légions de Cappadoce sont attestés à Etchmiadzin, sous la face sud du mont Ararat. Cela signifie une marche de vingt jours ou plus, à travers un terrain montagneux, de la frontière romaine. « Un exemple remarquable de l'impérialisme », selon les mots de Fergus Millar.
Un nouveau roi est installé ou ré-installé, un sénateur romain de rang consulaire et descendant des Arsacides, Caius Iulius Sohaemus ou Sohaemus d'Arménie. Il peut même ne pas avoir été couronné en Arménie, la cérémonie pouvant avoir lieu à Antioche ou même à Éphèse,. Sohaemus est salué sur la monnaie impériale de 164 avec la légende Rex armeniis datus, Verus étant assis sur un trône avec son personnel et Sohaemus se tient devant lui, saluant l'empereur,,.
En 163, tandis que Marcus Statius Priscus est occupé en Arménie, les Parthes interviennent en Osroène, un royaume-client de Rome en Haute-Mésopotamie, juste à l'est de la Syrie, dont la capitale est Édesse. Ils déposent le roi du pays, un certain Mannus, ou Ma’nu VII Philorhômaios, pour le remplacer par leur propre candidat, qui reste en fonction jusqu'en 165,,,. La monnaie d'Édesse montre Vologèse IV de Parthie sur l'endroit et Wael le roi, « W'L MLK ’ », sur le revers,. En réponse, les forces romaines se déplacent en aval, pour traverser l'Euphrate plus au sud,.

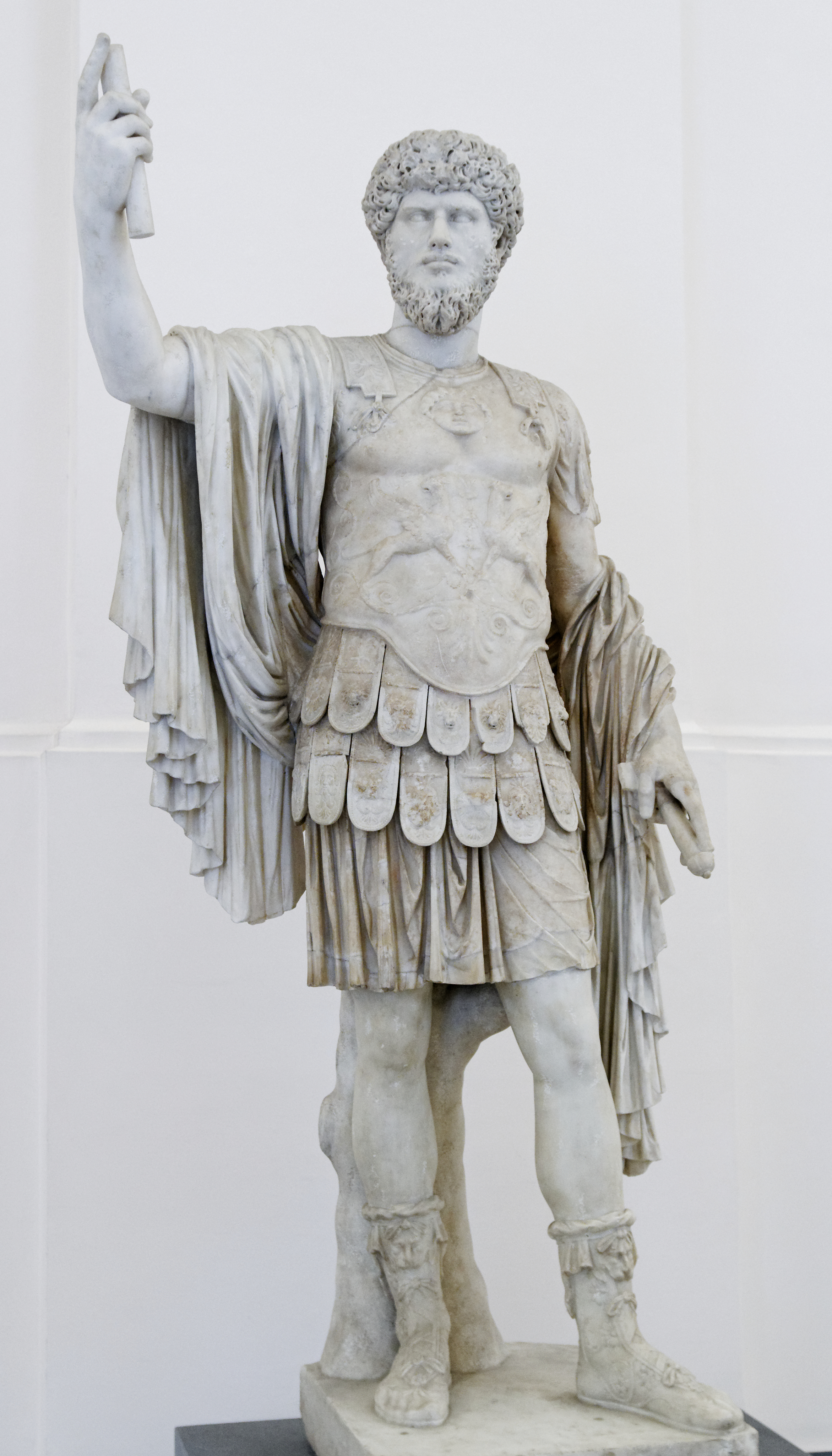
Statue cuirassée avec une tête de Lucius Verus qui n'appartient pas au corps.

Selon le témoignage de Lucien de Samosate, se référant à une bataille à Sura, les Parthes tiennent le sud et les Romains la rive de l’Euphrate en Syrie en 163,,. Avant la fin de l’année, cependant, les forces romaines se déplacent au nord pour occuper Dausara et Nicephorium en Osroène sur la rive parthe,,,. La lettre de Fronton notant la victoire date de 164, mais la bataille elle-même date de 163. Peu de temps après la conquête de la rive nord de l'Euphrate, d'autres forces romaines viennent d'Arménie en Osroène, prennent Anthemusia, une ville au sud-ouest d'Édesse,.
Il y a peu de mouvement en 164, l'année est consacrée à la pacification des territoires reconquis et à la préparation d'une expédition sur le territoire parthe,.

##### Invasion de la Mésopotamie
En 165, les forces romaines, peut-être menées par Martius Verus et la legio V Macedonica, passent en Mésopotamie. Édesse est réoccupée, Mannus réinstallé sur le trône d'Osroène,. Sa monnaie reprend, célébrant Ma'nu le roi, « M'NW MLK’ ». On peut aussi le voir représenté avec les empereurs romains d'un côté et Roi Mannos, ami des Romains, « Basileus Mannos Philoromaios », de l'autre.
Les Parthes se retirent à Nisibe, mais cette ville est assiégée et capturée. L'armée parthe se disperse sur le Tigre. Leur général Chosrhoes nage vers l'aval et se cache dans une grotte,.
Une seconde force, sous Avidius Cassius et la legio III Gallica, descend l'Euphrate et mène une grande bataille à Doura Europos,,,.
À la fin de l'année, l’armée de Avidius Cassius atteint les métropoles jumelles de Mésopotamie : Séleucie sur la rive droite du Tigre et Ctésiphon sur la gauche. Cette dernière est prise et son palais royal est incendié. Les citoyens de Séleucie, encore largement grecs, la ville ayant été la capitale de l'Empire séleucide, ouvrent leurs portes aux envahisseurs. La ville est néanmoins mise à sac, laissant une marque noire sur la réputation de Lucius Verus. Des excuses sont trouvées ou inventées, la version officielle voulant que les Séleucides ont trahi les premiers,,. Quelle que soit la vérité, le sac marque un chapitre particulièrement destructeur dans le long déclin de Séleucie du Tigre, voire qu'il correspond à la fin de l'histoire de cette ville.
Avidius Cassius, bien que son armée souffre d'une pénurie de ravitaillement et des effets de la peste contractée à Séleucie du Tigre, ramène ses troupes en territoire romain sans dommage. Iunius Maximus, un jeune tribunus laticlavius servant dans la legio III Gallica sous Cassius, porte la nouvelle de la victoire à Rome. Maximus reçoit une prime généreuse (dona) pour avoir apporté les bonnes nouvelles, et la promotion immédiate à la questure,,,.
Lucius prend le titre de Parthicus Maximus, et lui et Marc Aurèle sont salués imperatores à nouveau, gagnant la titulature Imp III,.
L'armée d'Avidius Cassius retourne en campagne en 166, traversant le Tigre pour pénétrer en Médie. À la suite de cette dernière campagne, Lucius prend le titre de Medicus, et les empereurs sont à nouveau salués comme imperatores, devenant Imp IV dans la titulature impériale. Marc Aurèle prend alors les surnoms Parthicus Maximus, à nouveau après un délai,.

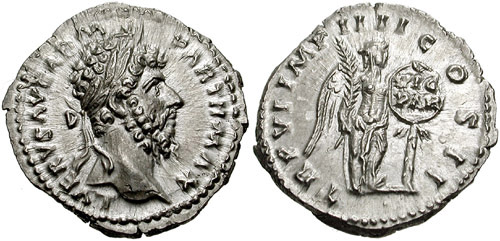
Denier de 166 : « L VERVS AVG ARM PARTH MAX », lauréat tête droite ; « TRP VII IMP IIII COS II », Victoire debout à droite, tenant une palme et un bouclier où est inscrit « VIC / PAR » sur le palmier.

##### Fin de la guerre et gains territoriaux
En 166, cinquante ans après Trajan et ses campagnes orientales, la Mésopotamie est soumise et les Parthes repoussés sur le plateau iranien. Cependant, les troupes romaines sont décimées par la maladie, notamment la peste antonine qui sévit à partir de la fin de l’an 165 ce qui met fin aux expéditions romaines. Cette peste sera par ailleurs transmise par l’armée parthique dans tout l'Empire.
Vologèse IV de Parthie, qui règne depuis 147 et restera roi jusqu'en 191, s'incline et accepte la paix en cédant la Mésopotamie occidentale aux Romains. Le bilan de la guerre est loin d'être négatif pour Rome : le royaume d'Arménie et celui d'Osroène sont de nouveau des états-clients de Rome, avec des princes sûrs, et recréant un glacis protégeant la Cappadoce et la Syrie. Les rives de l'Euphrate jusqu'à Doura-Europos sont terres romaines pour près d'un siècle, annexion de taille modeste mais primordiale sur un plan stratégique pour défendre la région,.
Le crédit des succès militaires doit être aussi attribué aux subordonnés des généraux. Les forces qui ont avancé en Osroène ont été menées par Claudius Fronto, un provincial d'Asie avec une ascendance grecque qui avait été à la tête de la legio I Minervia en Arménie sous Statius Priscus. C'est probablement le premier à atteindre le rang de sénateur dans sa famille,. Il devient consul suffect en 165, probablement en honneur de la prise d'Édesse,. Martius Verus a mené la legio V Macedonica sur le front, après avoir aussi servi sous Priscus. C'est un sénateur occidental, peut-être de Tolosa en Narbonnaise. Il devient également consul suffect en 166, puis gouverneur de Cappadoce, chargé de surveiller le royaume d'Arménie où il intervient avec succès dès 172,,.

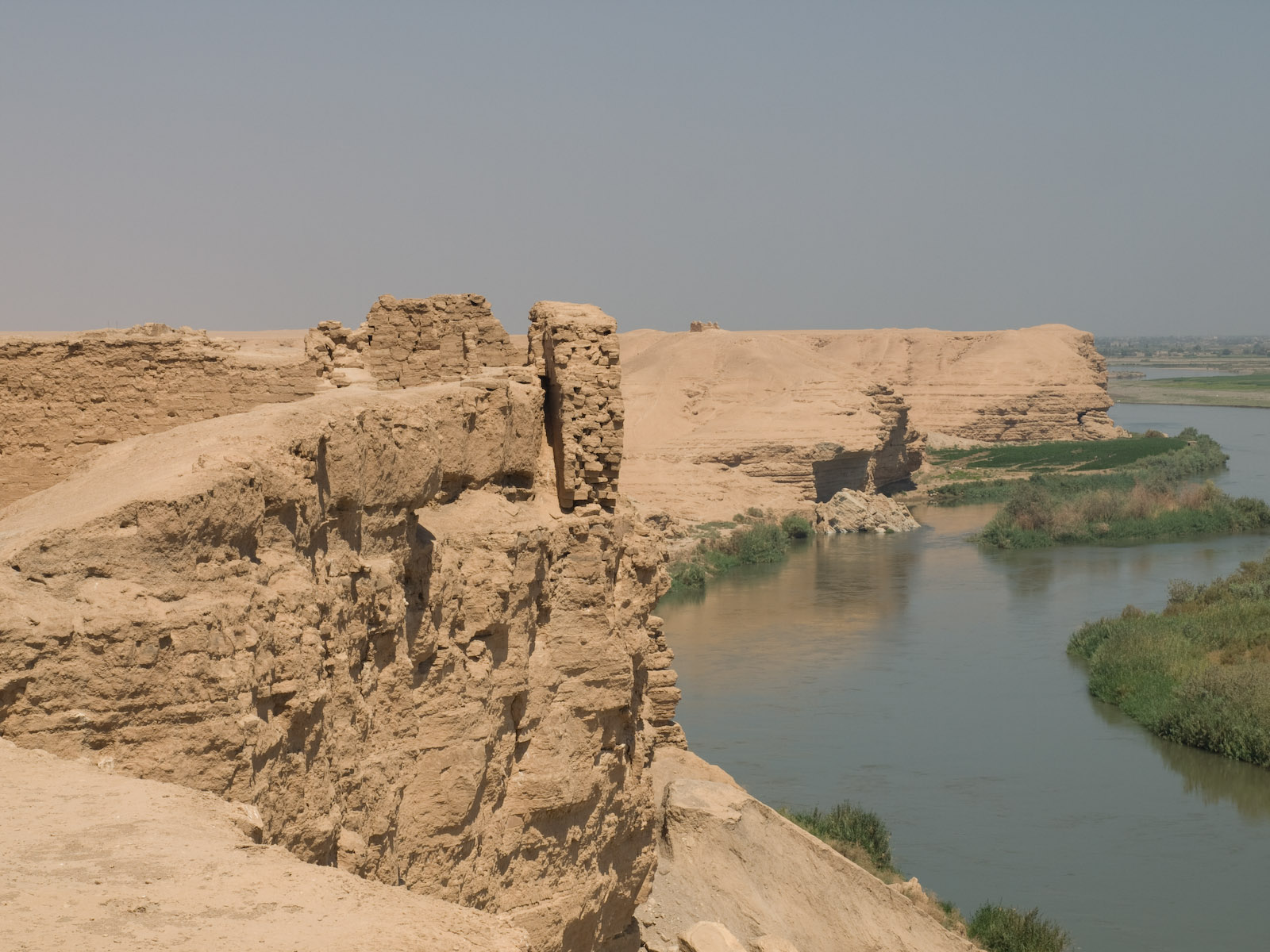
L'Euphrate à hauteur de la citadelle de Doura-Europos.

Le général le plus important est Avidius Cassius, commandant de la legio III Gallica, une des légions syriennes. C'est un jeune sénateur de basse naissance venant de Cyrrhus, une cité du nord de la Syrie. Son père, Caius Avidius Heliodorus, n'est pas sénateur mais haut fonctionnaire d'Hadrien devenu préfet d'Égypte. Cassius n'hésite pas à se réclamer descendant des rois séleucides,,,. Il est lui aussi honoré d'un consulat suffect en 166, et devient gouverneur de Syrie la même année. Il obtient des pouvoirs étendus sur l'administration de toutes les provinces de la région en 169.
À son retour à Rome, Lucius se voit décerner un triomphe. Le défilé est inhabituel car il inclut Lucius, Marc Aurèle, leurs fils et leurs filles non mariées comme dans une grande fête de famille. Les deux fils survivants de Marc Aurèle, Commode, âgé de cinq ans, et Annius Verus qui en a trois, sont élevés au rang de « César » pour l'occasion.

#### Années à Rome
Lucius Verus passe les deux années suivantes, en 166 et 167, à Rome. Marc Aurèle désapprouve sa conduite, mais Verus continue de s'acquitter de ses tâches officielles avec efficacité.

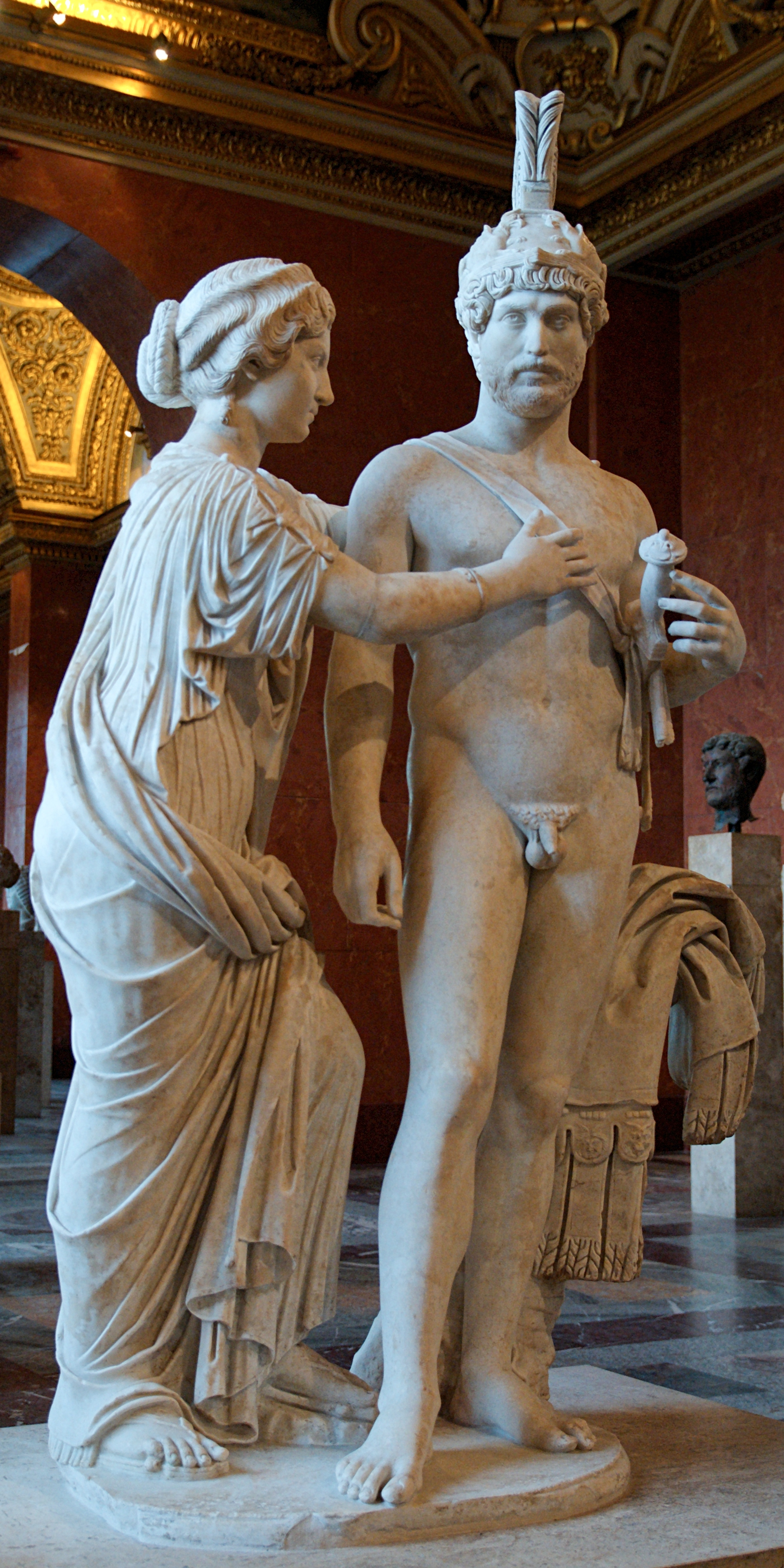
Vénus et Mars, avec Lucius Verus en dieu Mars dans cette sculpture maintenant au Louvre. Originellement, Mars représentant l'empereur Hadrien.

Les critiques sont nombreuses sur le style de vie luxueux de Lucius Verus,, que ce soit à Antioche pendant la guerre à ou Rome après son retour. Il se prend passion pour les jeux d'argent, pouvant y passer « des nuits entières, ». Il apprécie la compagnie des acteurs,,.
Il a une passion pour les jeux du cirque et particulièrement les courses de char,. Fronton défend son élève, le peuple romain ayant selon lui besoin de pain et de jeux du cirque, selon l'expression consacrée, pour rester sous contrôle,. Il les appelle des « annona et spectaculis », des distributions de blé et des spectacles publics, préférant sa propre reformulation du « panem et circenses » de Juvénal,.
C'est en tout cas ainsi que l’Histoire Auguste rapporte la luxure et la vie dissolue de Lucius Verus à Antioche et à Rome. La section entière de la vie traitant des débauches de Lucius (4.4 à 6.6) est une insertion dans un autre récit entièrement copié depuis une source antérieure. Quelques rares passages semblent authentiques, notamment, selon T.-D. Barnes, le 4.8, le 4.10 et le peut-être 5.7. D'autres passages semblent partir d'une autre section et d'être élaborés, notamment selon T.-D. Barnes, le 10.9 qui sert de base pour le 6.2-6 et le 10.8 pour la comparaison avec les « mauvais empereurs » du 4.6 se rapprochant des portraits orientés et biaisés de Suétone. Le reste de cette section s'appuie probablement sur rien de mieux que la propre imagination du biographe.

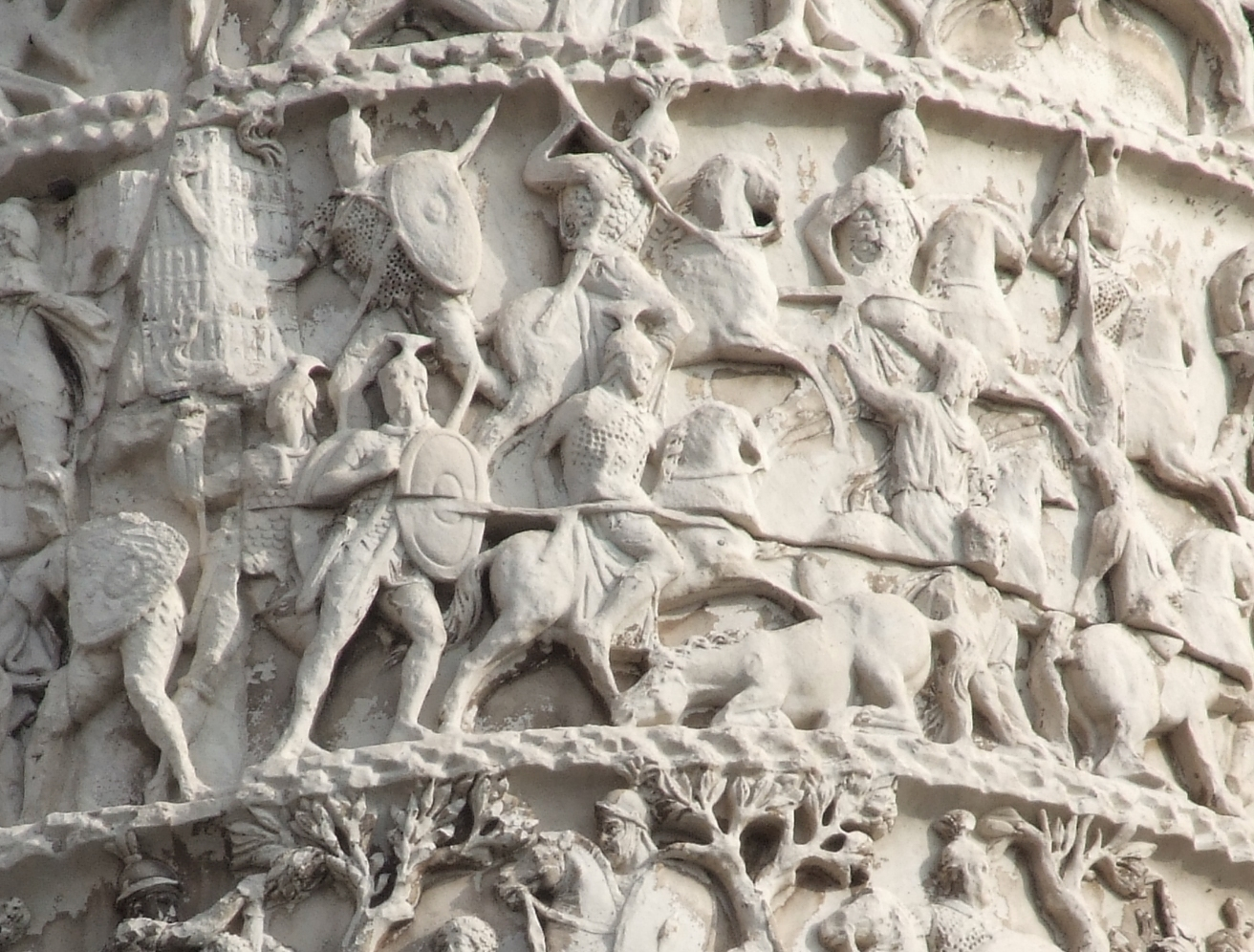
Détails des reliefs de la colonne de Marc Aurèle, érigée pour célébrer les victoires de l'empereur Marc Aurèle sur les Germains Marcomans et les Sarmates établis au nord du Danube.

#### Guerre sur le Danube
En 166-167, un groupe de tribus de Germanie septentrionale envahit la Pannonie supérieure. Il s'agit de Lombards et Osii, qui ont obtenu l'accord des Quades pour traverser leurs terres et entrer en territoire romain. Les garnisons du Danube sont alors gravement affaiblies après l'envoi d'une partie des légionnaires et des auxiliaires en Orient. L'armée est épuisée par quatre longues années de guerre dans les plaines arides de Mésopotamie, et ses effectifs sont dramatiquement réduits par la peste antonine qui vient de s'abattre sur l'Empire. Les barbares sont cependant interceptés par quelques unités d'infanterie et de cavalerie, battus et renvoyés sur leurs terres. Les envahisseurs sont repoussés avant d'avoir pu causer de dégâts au cœur de la province. À la suite de ces évènements, près de onze tribus, parmi lesquelles les Marcomans, les Lombards, les Osii, les Vandales Victuales, les Quades, les Narisques et les Cotins, dépêchent des émissaires auprès de Iallius Bassus, gouverneur de Pannonie supérieure, pour demander la paix. Les ambassadeurs des barbares parviennent à obtenir la paix avec Rome et retournent sur leurs terres en 167. La situation semble revenir au calme.
Au cours de cette même année, les Sarmates Iazyges pénètrent le limes dace, peut-être accompagnés de quelques tribus Vandales. En réponse, la legio V Macedonica, à peine revenue des campagnes d'Orient, est transférée depuis la Mésie inférieure voisine vers la Dacie romaine.
Les deux empereurs ne sont pas tranquillisés par la paix conclue l'année précédente avec les barbares, et décident de se rendre en personne sur le limes pannonien pour estimer les réelles intentions de l'ennemi. Les deux empereurs traversent les Alpes et s'installent à Carnuntum, base de la legio XIII Gemina et quartier général du gouverneur de Pannonie supérieure. Au cours de cette année, des éléments des Marcomans et des Vandales Victuales sèment le désordre tout au long de la frontière nord. L’Histoire Auguste rapporte que la majorité des rois se retirent avec leurs peuples et exécutent les instigateurs de ces attaques assimilées à des actes de rébellion, demandant pardon pour avoir rompu les conditions du traité de paix. Quant aux Quades, ils n'acceptent de reconnaître de roi qu'avec l'approbation des deux empereurs.
Ces mesures semblent plus que suffisantes aux yeux de Lucius Verus, qui se montre impatient de rentrer à Rome : commandant en chef lors de la guerre contre les Parthes, il est resté éloigné de la capitale depuis des années. Il parvient à convaincre son frère adoptif, et les deux empereurs rentrent à Aquilée pour l'hiver, alors que la situation semble être maintenue sous contrôle,.

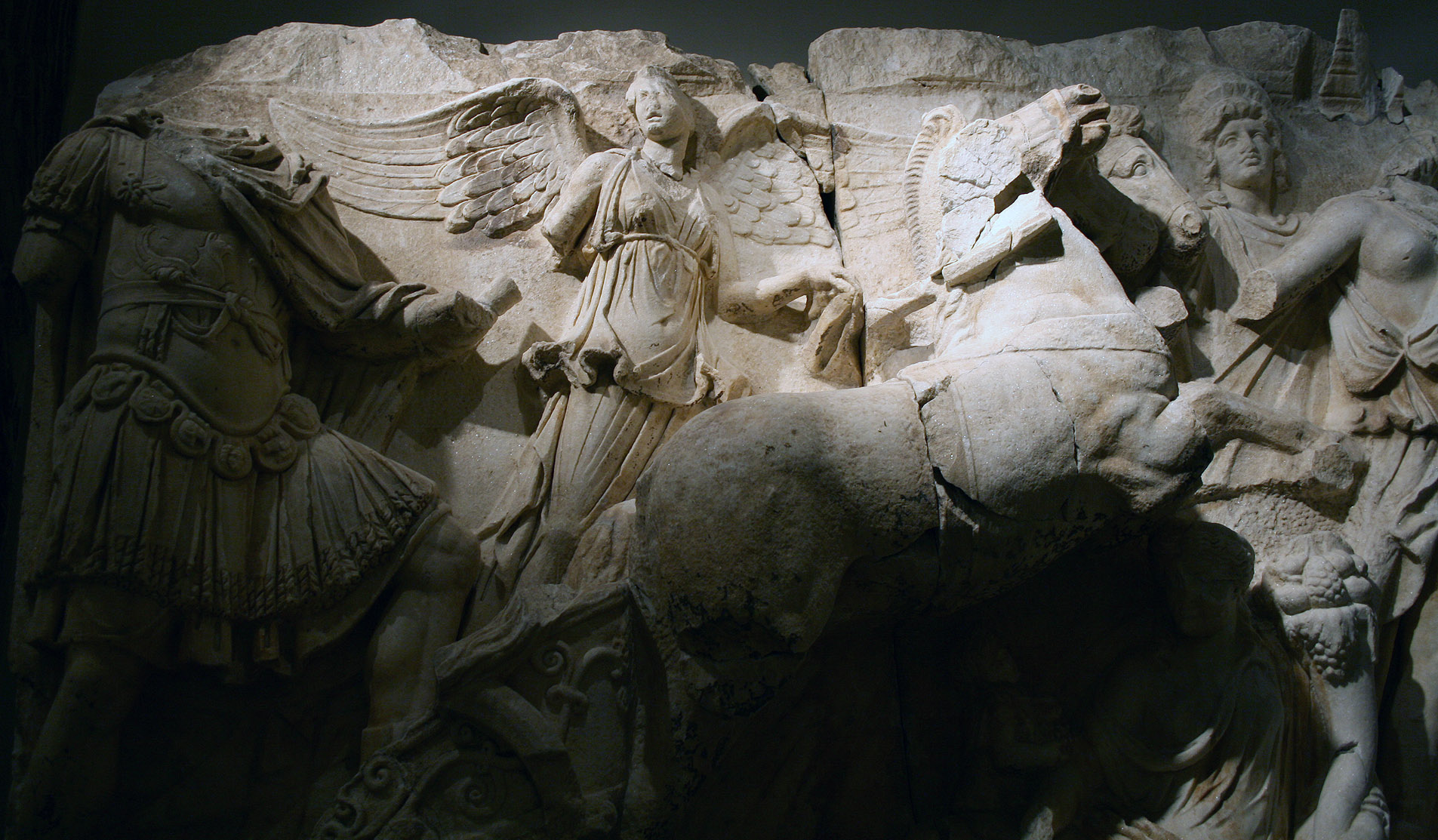
L'apothéose de Lucius Verus d'Éphèse, aujourd'hui dans l’Ephesos-Museum de Vienne.

#### Décès et apothéose
Cependant, Verus tombe malade sur le voyage de retour. Il meurt d'apoplexie, prématurément usé par ses excès, ou de la peste antonine, qui sévit à l'époque à Rome et le long du limes danubien, en janvier 169 à Altinum en Vénétie lors du troisième jour de son voyage de retour vers Rome depuis Aquilée.
Malgré des différences entre eux, Marc Aurèle est affligé de la perte de son frère adoptif. Malgré la guerre qui se prépare, il accompagne le corps à Rome, où il offre des jeux pour honorer sa mémoire. Après l'enterrement, le Sénat décide la divinisation de Lucius qui devient Divus Verus.
Marc Aurèle devient alors seul empereur de Rome et règnera jusqu'en 180.

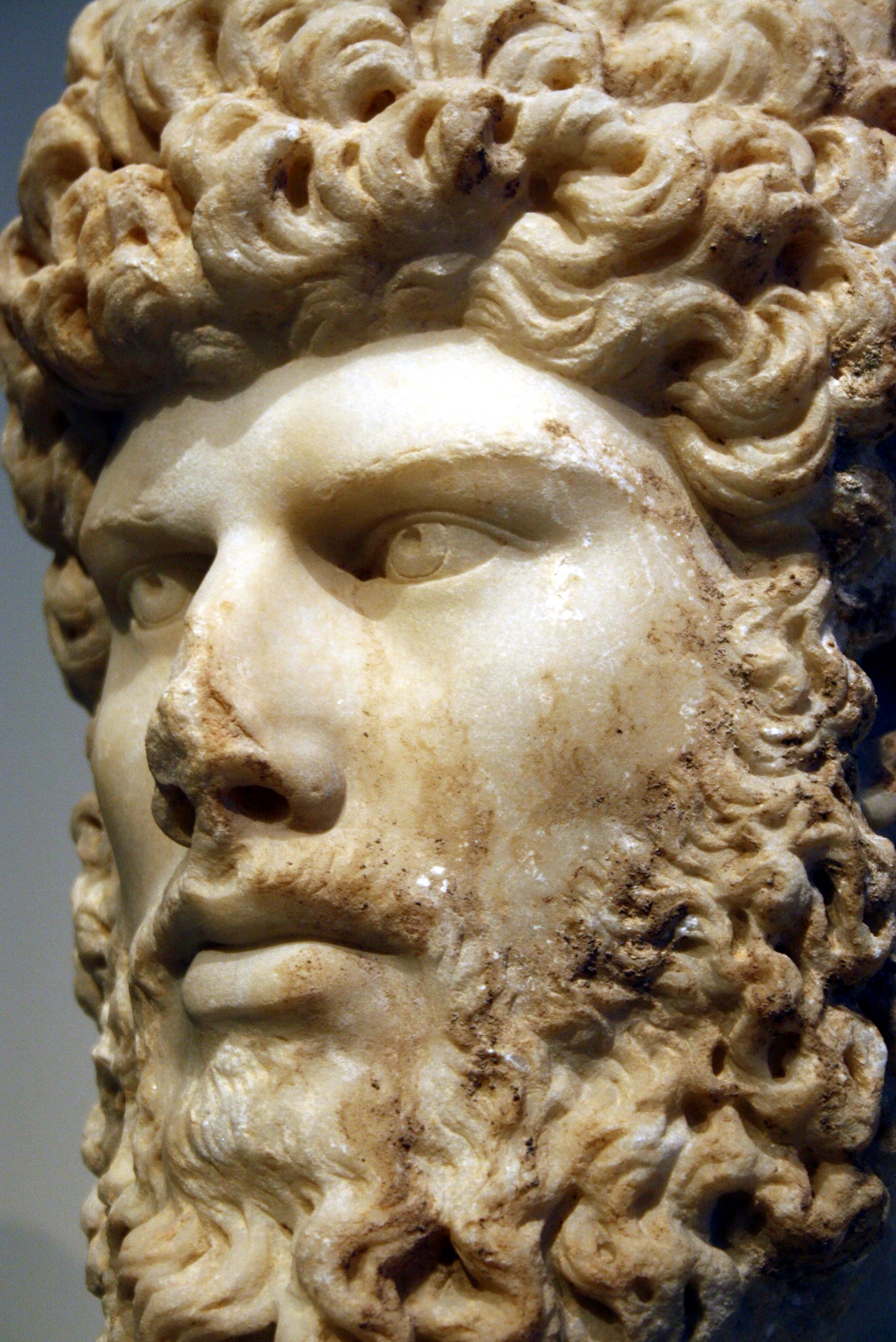
Tête de Verus, trouvée à Athènes.

## Noms et titres

### Noms successifs
- 130, naît LVCIVS•CEIONVS•COMMODVS
- 138, adopté par Antonin le Pieux : LVCIVS•ÆLIVS•AVRELIVS•COMMODVS
- 161, accession à l'Empire : IMPERATOR•CAESAR•LVCIVS•AVRELIVS•VERVS•AVGVSTVS
- 164, prend le titre de Armeniacus : IMPERATOR•CAESAR•LVCIVS•AVRELIVS•VERVS•AVGVSTVS•ARMENIACVS
- 165, prend le titre de Parthicus Maximus : IMPERATOR•CAESAR•LVCIVS•AVRELIVS•VERVS•AVGVSTVS•ARMENIACVS•PARTHICVS•MAXIMVS
- 166, prend le titre de Medicus : IMPERATOR•CAESAR•LVCIVS•AVRELIVS•VERVS•AVGVSTVS•ARMENIACVS•PARTHICVS•MAXIMVS•MEDICVS

### Titres et magistratures
- Consul en 154, 161 et 167.
- Pater patriae en 166.
- Acclamé Imperator en 161, 163, 165, 166 et 167.
- Détient la puissance tribunicienne du 7 mars 161 au 9 décembre 161, renouvelée annuellement le 10 décembre jusqu'en 169.

### Titulature à sa mort

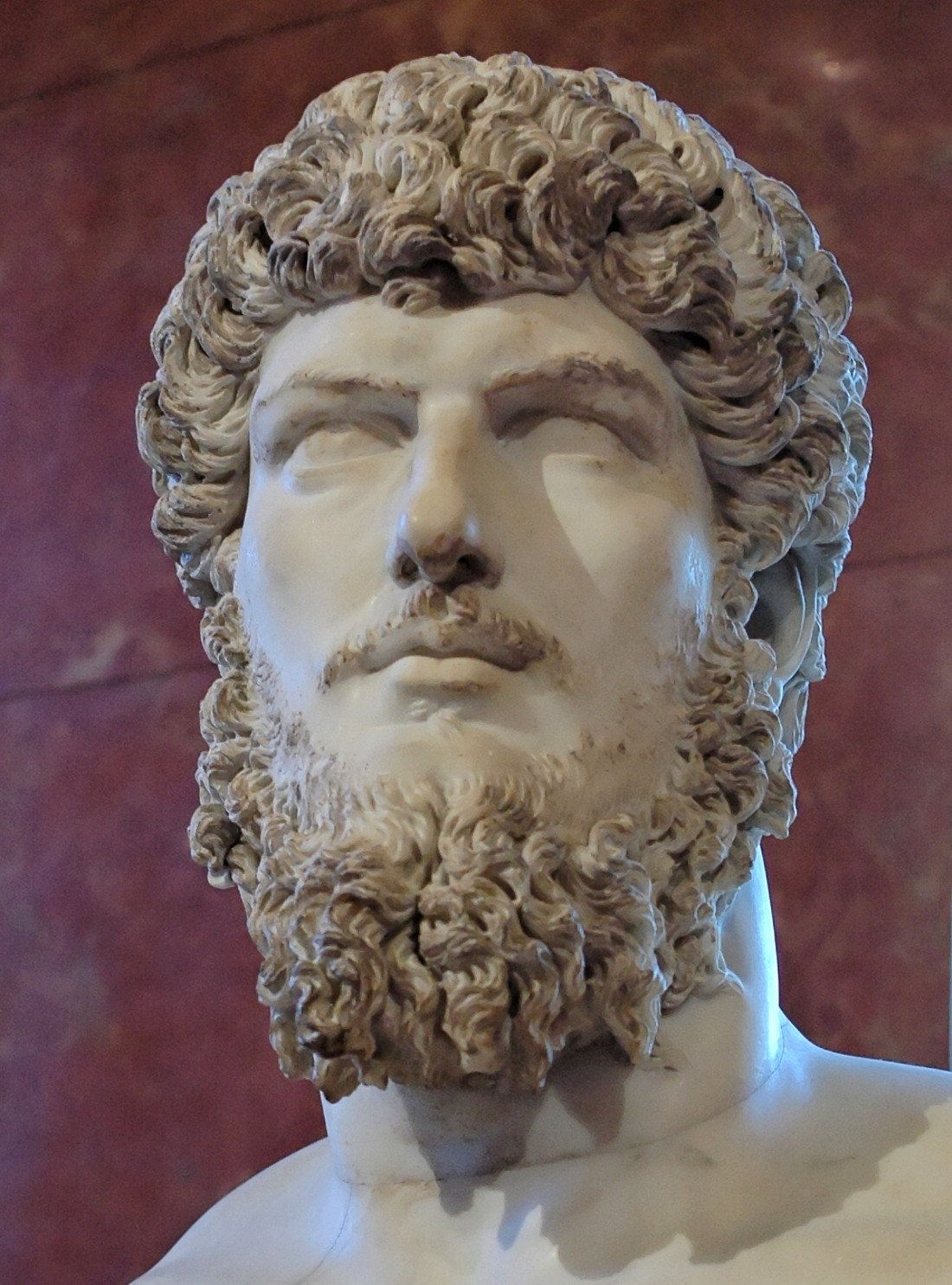
Portrait de Lucius Verus. Marbre, entre 180 et 183, découvert dans la villa de Lucilla à Acqua Traversa, près de Rome.

À sa mort en 169, sa titulature est :
IMPERATOR•CAESAR•LVCIVS•AVRELIVS•VERVS•AVGVSTVS•ARMENIACVS•PARTHICVS•MAXIMVS•MEDICVS, TRIBVNICIAE•POTESTATIS•IX, IMPERATOR•V, CONSVL•III, PATER•PATRIAE

## Postérité
L’Histoire Auguste, écrite à la fin du IVe siècle, dépeint abondamment la luxure et la vie dissolue de Lucius Verus et compare celui-ci aux « mauvais empereurs » du Ier siècle. Mais les auteurs modernes estiment que tous les détails mentionnés à ce sujet ont été inventés ou grossis par le biographe. Il y a cependant une part de vérité dans ces considérations — notamment en ce qui concerne son départ pour l'Orient et son séjour à Antioche,.
Les fragments de l’Histoire romaine de Dion Cassius — sénateur tout à la fin du règne de Commode, et qui poursuit une brillante carrière sous les Sévères — sont particulièrement peu nombreux : ils décrivent un Lucius Verus « plein de vigueur et de jeunesse », ayant « plus d'inclination pour la guerre » et ne rapportent rien de ses supposées débauches. Cependant, Fronton, tuteur des deux empereurs, exhorte son ancien élève à modérer ses désirs, ce qui tendrait à prouver la réalité de la vie dissolue de l'empereur.
Concernant la guerre parthique, Maurice Sartre, dans son ouvrage Le Haut-Empire romain de 1997, bien qu'il mette en avant le rôle des généraux Statius Priscus et Avidius Cassius, parle des « brillantes campagnes de Lucius Verus ». En outre, Anthony R. Birley, dans sa biographie de Marcus Aurelius, signale que si l'empereur ne commandait pas en personne, il savait par contre déléguer à des légats compétents la réalité des opérations militaires, tout en menant la logistique depuis Antioche.